# IU (ca sĩ)
Đây là một tên người Triều Tiên, họ là Lee.
Lee Ji-eun (tiếng Hàn: 이지은; sinh ngày 16 tháng 5 năm 1993), thường được biết đến với nghệ danh IU (tiếng Hàn: 아이유), là một nữ ca sĩ, nhạc sĩ kiêm diễn viên người Hàn Quốc. Cô trở thành thực tập sinh trong công ty LOEN Entertainment (nay là Kakao Entertainment) vào năm 2008 và ra mắt với tư cách là một ca sĩ ở tuổi 15 với album Lost and Found. Mặc dù hai album kế tiếp, Growing Up và IU...IM, đều nhiều lần gặt hái thành công trên thị trường nội địa, nhưng phải đến khi "Good Day" (tiếng Hàn Quốc: 좋은 날), đĩa đơn chính trong album Real năm 2010, được phát hành, IU mới đạt được vị thế của một ngôi sao quốc gia. "Good Day" dẫn đầu Bảng xếp hạng nhạc số Gaon của Hàn Quốc trong suốt 5 tuần liền và được tạp chí Billboard lựa chọn là bài hát hát K-Pop hay nhất của thập niên 2010.
Với thành công của các album năm 2011, Real+ và Last Fantasy, IU đã khẳng định mình là một thế lực đáng gờm trên các bảng xếp hạng âm nhạc quê nhà và củng cố thêm hình ảnh "em gái quốc dân" của Hàn Quốc. Năm 2011 cũng chứng kiến bước đột phá đầu tiên của cô trong lĩnh vực sáng tác với ca khúc "Hold My Hand", viết cho phim truyền hình Mối tình bất diệt. Lần phát hành album đầy đủ thứ 3 của IU, Modern Times (2013), thể hiện phong cách trưởng thành hơn, đánh dấu sự rời bỏ hình ảnh nữ tính trước đó của cô, với một số ca khúc đã lọt top 10 trên Gaon Digital Chart. Album được xếp thứ hai trong danh sách "25 Album K-Pop xuất sắc nhất thập niên 2010" của Billboard. IU sau đó đã nắm giữ nhiều vai trò sáng tạo hơn đối với tác phẩm âm nhạc của mình; Chat-Shire đánh dấu lần đầu tiên cô được ghi nhận là người viết lời và nhà soạn nhạc duy nhất cho album của chính mình. Trong khi các EP và những album đầy đủ về sau tiếp tục đi chệch khỏi phong cách K-pop chính thống, khám phá và kết hợp nhiều thể loại âm nhạc khác nhau, IU vẫn luôn giữ vững vị trí thống trị trên các bảng xếp hạng âm nhạc ở quê nhà. Album phòng thu thứ tư của IU, Palette (2017), đã trở thành đĩa đơn đầu tiên của cô đạt vị trí quán quân trên bảng xếp hạng World Albums của Billboard. Đĩa đơn phát hành năm 2020, "Eight", trở thành đĩa đơn đầu tiên của cô đạt vị trí số một trên bảng xếp hạng World Digital Song Sales.
Bên cạnh sự nghiệp âm nhạc của mình, IU đã mạo hiểm tham gia dẫn chương trình phát thanh và truyền hình, đồng thời cô cũng lấn sân sang lĩnh vực điện ảnh. Sau vai phụ trong bộ phim dành cho tuổi teen Bay cao ước mơ và vai trò khách mời trong một số bộ phim truyền hình, IU đã đảm nhận vai chính trong các bộ phim nổi bật; đặc biệt, vai diễn chính trong Ông chú của tôi (2018) và Khi cuộc đời cho bạn quả quýt (2025) đã giúp cô nhận được những lời tán dương từ giới chuyên môn và thu về một số giải thưởng cao quý.
IU đã phát hành tổng cộng 5 album phòng thu và 9 đĩa mở rộng trong sự nghiệp của mình, có 5 album quán quân và 30 đĩa đơn quán quân, giúp cô trở thành nghệ sĩ có nhiều bài hát quán quân nhất tại Hàn Quốc. Là một trong những nghệ sĩ solo bán chạy nhất trong ngành công nghiệp K-pop vốn do các nhóm nhạc thống trị, cô đã lọt vào danh sách những người nổi tiếng quyền lực nhất Hàn Quốc của Forbes năm 2012, đứng ở vị trí thứ ba trong bảng xếp hạng năm đó. Billboard công nhận IU là người dẫn đầu bảng xếp hạng K-Pop Hot 100 Hàn Quốc mọi thời đại, sở hữu nhiều ca khúc quán quân nhất đồng thời là nghệ sĩ giữ vị trí quán quân trong nhiều tuần nhất. Theo một cuộc khảo sát của Gallup Korea, IU là ca sĩ được yêu thích nhất tại Hàn Quốc vào năm 2014 và 2017.

## Đầu đời
IU sinh ngày 16 tháng 5 năm 1993 tại Songjeong-dong, Seoul, Hàn Quốc với tên khai sinh của cô là Lee Ji-eun. Khi còn nhỏ, Ji-eun đã nuôi ước mơ trở thành người nổi tiếng trong ngành giải trí. Cô được bố mẹ ủng hộ và cho theo học các lớp học diễn xuất. Không lâu sau khi hoàn thành chương trình tiểu học, kinh tế gia đình Ji-eun trở nên sa sút. Cô và em trai phải chuyển đến Uijeongbu, tỉnh Gyeonggi sống với bà và em họ hơn một năm trong điều kiện cực kỳ khó khăn. IU đã ít liên lạc với cha mẹ trong khoảng thời gian này nhưng cảm thấy yên tâm khi được bà ngoại chăm sóc.
Trong khoảng thời gian học trung học, Ji-eun đã tìm thấy niềm đam mê ca hát và quyết định trở thành ca sĩ sau khi nhận được màn vỗ tay từ các học sinh trong trường khi trình diễn tại cuộc thi thể thao của trường. Cô liên tục tham gia hơn 20 buổi thử giọng nhưng không thành, thậm chí còn bị công ty giải trí giả mạo lừa tiền. Ji-eun từng được đào tạo tại Good Entertainment cùng với Uee, Yubin, Heo Ga-yoon và Jun Hyoseong. Sau khi kí hợp đồng với LOEN Entertainment vào năm 2007, cô chuyển đến Bangbae, Seoul. Bất chấp dự định cho Ji-eun ra mắt với một nhóm nhạc nữ, cô đã ra mắt với tư cách là nghệ sĩ solo vào năm 2008 sau mười tháng đào tạo. Do gia cảnh vào thời điểm đó khốn khó, Ji-eun chia sẻ rằng cô ấy "thích ở trường quay" hơn là ở nhà, vì tại đây cô có thể ăn uống thỏa thích và có một nơi để ngủ. Trước khi ra mắt, LOEN đã đặt nghệ danh cho cô là "IU", cái tên này là sự kết hợp giữa 'I' và 'you', có nghĩa là "bạn và tôi hòa hợp với nhau thông qua âm nhạc".
Sự nghiệp nở hoa khiến cô không còn nhiều thời gian để đi học, khiến điểm số trong mọi môn, với ngoại lệ là môn văn học Hàn Quốc, ngày càng kém. Sau khi tốt nghiệp Trường Trung học Nữ sinh Dongduk vào năm 2012, IU quyết định không học đại học vì cô không cảm thấy tự tin là có thể học tốt với một lịch trình làm việc đầy bận rộn. Quyết định của IU nhận được lời khen ngợi từ tổng thống Hàn Quốc Moon Jae-in.

## Sự nghiệp

### 2008–2009: Khởi đầu sự nghiệp

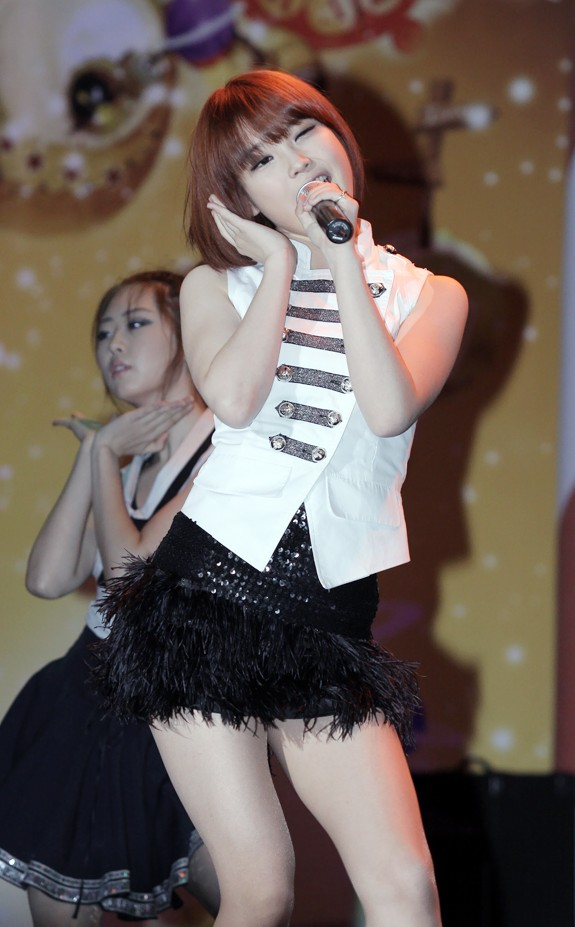
IU trình diễn "Boo" vào ngày 29 tháng 10 năm 2009.

Sau mười tháng đào tạo, IU ra mắt và phát hành đĩa đơn đầu tiên mang tên "Lost Child" (미아). Cô biểu diễn trực tiếp ca khúc này lần đầu tiên trên sóng truyền hình trong chương trình âm nhạc M! Countdown vào ngày 18 tháng 9 năm 2008. Đây là buổi biểu diễn đầu tiên của IU dưới tư cách là một ca sĩ chuyên nghiệp. Khi hoài niệm về buổi biểu diễn hôm đó, IU kể rằng cô đã bị đám đông khán giả la ó, buông những lời xúc phạm. Dù ban đầu cảm thấy chán nản vì bị đối xử như vậy, nhưng sau này IU xem cái ngày hôm đó là một trải nghiệm đáng quý. "Lost Child" là đĩa đơn chủ đề trong mini album đầu tay Lost and Found, phát hành vào ngày 24 tháng 9 năm 2008. Với album này, IU đã được Bộ Văn hóa, Thể thao và Du lịch Hàn Quốc trao giải "Tân binh của tháng" vào tháng 11 năm 2008. Tuy nhiên, album không thành công về mặt thương mại. Trong một cuộc phỏng vấn vào năm 2011, IU nói: "Album đầu tay của tôi tuy thất bại, nhưng tôi cảm thấy biết ơn vì điều đó. Nếu ngay khi ra mắt mà đã thành công, tôi sẽ chẳng thể biết ơn đội ngũ nhân viên của mình vì đã mang đến cho tôi sự nổi tiếng mà tôi đang tận hưởng vào lúc này."
Vào ngày 23 tháng 4 năm 2009, IU tung album phòng thu đầu tiên mang tên Growing Up cùng ca khúc chủ đề "Boo". Cô bắt đầu quảng bá album mới của mình vào ngày kế tiếp, biểu diễn "Boo" trên chương trình Music Bank của KBS2. Ca phẩm nhanh chóng thu hút được chú ý vì mang phong cách âm nhạc tương phản hoàn toàn "Lost Child", vốn được mô tả là một bản ballad "nặng nề" và "u ám" so với "âm hưởng retro" những năm 1980 của "Boo". Được đánh gia là một sự thay đổi mang tính "chiến lược", vũ đạo, trang phục sân khấu và kiểu tóc của IU trong các buổi biểu diễn trực tiếp đã được sử dụng để cường điệu hóa sự trẻ trung và hướng đến một hình ảnh "dễ thương". Dù phong cách mới thu hút được phản ứng tích cực từ công chúng, IU – lúc đó mới 15 tuổi – thừa nhận rằng hình ảnh này khiến cô cảm thấy xấu hổ. Ca khúc đã được đề cử là ứng cử giải quán quân trong chương trình âm nhạc Inkigayo. Bên cạnh một số bài hát khác từ đĩa đơn mở rộng đầu tay Lost and Found, "You Know" cũng góp mặt trong album Growing Up. Một bản phối mang phong cách rock của "You Know" đã được phát hành dưới dạng đĩa đơn kế tiếp của "Boo".
Cuối năm 2009, IU phát hành đĩa đơn mở rộng thứ hai mang tên IU...IM. Cô bắt đầu hoạt động quảng cáo đĩa đơn chủ đề, "Marshmallow" (마쉬멜로 우), trên những chương trình âm nhạc của ba đài truyền hình lớn từ ngày 13 tháng 11 năm 2009. Bài hát được mô tả là "ngọt ngào như saccharin" với phong cách lai tạp giữa rock-and-roll của những năm 1960 và "French pop". Năm 2013, khi được hỏi trong chương trình talk show Happy Together, IU – nhớ về buổi biểu diễn "Marshmallow" hôm đó – chia sẻ rằng cô không thích mặc những bộ trang phục và kiểu tóc nữ tính để quảng bá bài hát. Với những buổi trình diễn được khán giả đón nhận nồng nhiệt, IU một lần nữa gắn liền với hình ảnh "dễ thương", gợi nhớ đến những nhận xét về "Boo" trước đó.
Bên cạnh việc phát hành album thì vào năm 2009, IU còn tham gia thực hiện những bản nhạc phim đầu tiên của mình trong hai bộ phim của MBC là Tình Yêu Sét Đánh (2009 외인 구단) và Thiện Đức nữ vương (선덕여 왕). Cô cũng hợp tác và góp mặt trong album của một số nghệ sĩ khác như Mighty Mouth và The Three Views. Khi độ nổi tiếng của IU ngày một tăng lên, cô thường xuyên xuất hiện và biểu diễn trên nhiều chương trình tạp kỹ, bao gồm Star Golden Bell, Kim Jung-eun's Chocolate và You Hee-yeol's Sketchbook. Ngoài ra, IU với những bản cover acoustic một số ca khúc của nghệ sĩ khác như "Gee" của Girls' Generation, "Sorry, Sorry" của Super Junior và "Lies" của Big Bang trong các buổi biểu diễn trực tiếp đã thu hút được sự quan tâm của cộng đồng mạng. Cuối năm 2009, IU lần đầu tiên trở thành người dẫn chương trình, trở thành MC của chương trình xếp hạng âm nhạc hàng tuần trên Gom TV. Cô đồng thời xuất hiện với tư cách khách mời cố định trên nhiều chương trình radio như Kiss the Radio, Volume Up, Starry Night của MBC Standard FM và Best Friend Radio của MBC FM4U.

### 2010–2011: Trở nên nổi tiếng và vai diễn đầu tay trong một bộ phim truyền hình

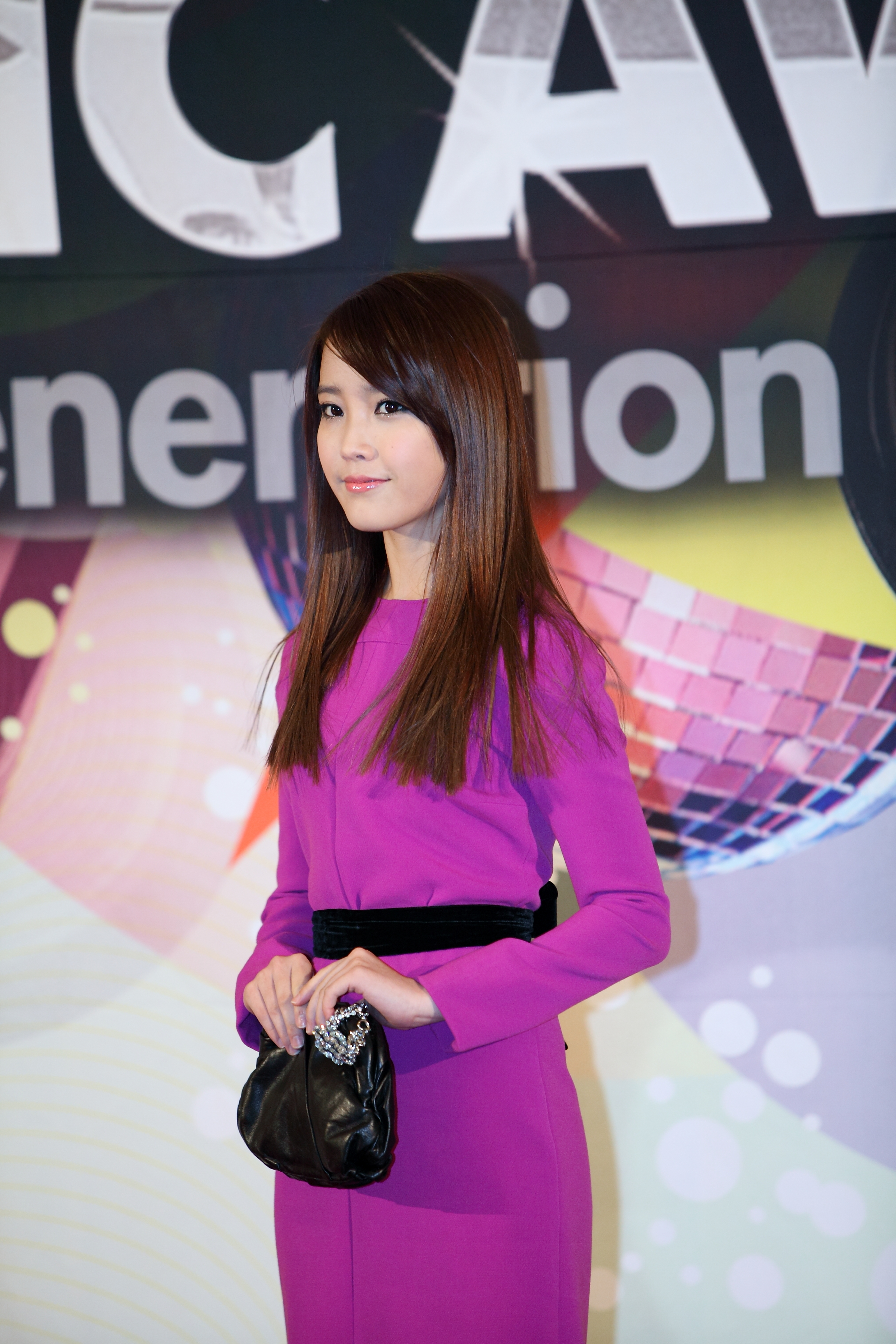
IU tại MelOn Music Awards 2010

Ngày 3 tháng 6 năm 2010, IU phát hành "Nagging" (잔소리), một bản song ca mà cô thu âm với Lim Seul-ong của 2AM. Ra mắt ở vị trí thứ mười hai trên Bảng xếp hạng nhạc số Gaon, ca khúc vươn lên vị trí số một vào tuần tiếp đó và giữ nguyên dẫn đầu trong ba tuần liên tục. Được viết bởi Kim Eana và sáng tác bởi Lee Min-soo, bản song ca pop ballad được sử dụng làm một trong những ca khúc chủ đề cho chương trình truyền hình thực tế, We Got Married mùa thứ hai. Ca khúc gặt hái nhiều thắng lợi trong các chương trình âm nhạc, giành được giải thưởng Mutizen trên Inkigayo và được đoạt vị trí quán quân trên Music Bank. Không lâu sau đó, cô phát hành ca khúc "Because I'm a Woman" (여자라서) – một trong những bài hát chủ đề trong phim Tuyến đường số 1 (로드넘버원) của MBC – và đạt vị trí thứ sáu trên Bảng xếp hạng nhạc số Gaon. IU sau đó đã kết hợp cùng Sung Si-kyung trong ca khúc "It's You" (그대네요) thuộc album The First của anh. Ca khúc ra mắt ở vị trí số 1 trên Bảng xếp hạng nhạc số Gaon.
Mini album thứ ba của IU, Real, được phát hành vào ngày 9 tháng 12 năm 2010. Được sản xuất bởi Jo Yeong-cheol và Choi Gap-won, Real ra mắt ở vị trí thứ tư trên Gaon Album Chart. Sau "Nagging", IU một lần nữa với người viết lời Kim Eana và nhà soạn nhạc Lee Min-soo trong ca khúc chủ đề "Good Day" (좋은 날). Theo giải thích của Kim Eana, "Good Day" mang đặc điểm uptempo, nói về "một cô gái nhút nhát, lo lắng khi bày tỏ tình cảm của mình với chàng trai cô ấy thích." Trong thời gian quảng bá album, IU dẫn đầu bảng xếp hạng chương trình âm nhạc M! Countdown, Music Bank và Inkigayo. Cả Kim Eana lẫn Lee Min-soon đều đánh giá yếu tố chính làm nên thành công của bài hát là việc sử dụng từ "oppa" (오빠) trong phần điệp khúc, cũng như ba nốt cao mà IU hát tăng thêm nửa cung trong phân đoạn cao trào của bài hát. Ngoài việc nhận được nhiều lời khen ngợi về khả năng thanh nhạc, số lượng người hâm mộ ở nhiều lứa tuổi khác nhau của IU ngày càng trở nên đông đảo và đa dạng hơn so với các nhóm nhạc K-pop khác.

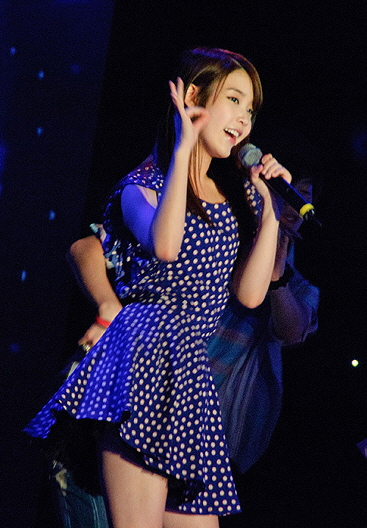
IU tại sự kiện ra mắt Disney Channel và Disney Junior ở Hàn Quốc vào ngày 29 tháng 6 năm 2011

Để duy trì tần suất xuất hiện trước công chúng, IU tham gia chương trình truyền hình thực tế Heroes, phát sóng từ ngày 18 tháng 7 năm 2010 đến ngày 1 tháng 5 năm 2011. Hồi tưởng lại về những ngày tham gia chương trình, IU kể một cách trìu mến về tình bạn thân thiết mà cô ấy đã gây dựng với các thành viên khác dù lịch quay bận rộn trong hai ngày chỉ cho phép họ ngủ hai, ba giờ. Không lâu sau khi tham gia Heroes, IU góp mặt trong bộ phim tuổi teen Bay cao ước mơ (드림하이). Quá trình quay phim diễn ra từ tháng 12 năm 2010 đến tháng 2 năm 2011, trong thời gian đó cô vẫn tham gia Heroes và tiếp tục các hoạt động quảng bá "Good Day". Trong vai diễn đầu tiên của mình, IU vào vai Kim Pil-sook, một nữ sinh nhút nhát và thừa cân có ước mơ trở thành ca sĩ chuyên nghiệp. Cô thừa nhận rằng bản thân ban đầu vẫn còn nghi ngờ về khả năng sẵn sàng tham gia diễn xuất, nhưng IU chia sẻ rằng cô ấy đã cảm thấy tự tin khi biết rằng phân đoạn đó yêu cầu nhân vật phải hát và coi đây như một trải nghiệm cực kỳ thú vị. Bên cạnh việc diễn xuất, IU phát hành một ca khúc nhạc phim mang tên "Someday", dẫn đầu Bảng xếp hạng nhạc số Gaon trong tuần từ 30 tháng 1 đến 5 tháng 2 năm 2011. Đến cuối năm 2011, đĩa đơn này đã bán được 2.209.924 bản kỹ thuật số và là một trong những đĩa đơn nhạc phim bán chạy nhất của IU.
Một mini album nối tiếp Real được phát hành vào ngày 16 tháng 2 năm 2011 với tựa đề Real + gồm ba bài hát. Ca khúc chủ đề, "Only I Did not Know" (나만 몰랐던 이야기), được sáng tác bởi ca sĩ kiêm nhạc sĩ Yoon Sang với phần lời do Kim Eana chấp bút. Yoon Sang viết bài hát tặng IU sau khi phát hiện cô có biểu cảm buồn thoáng qua trên một chương trình truyền hình. Giai điệu ballad của "Only I Did not Know" khác với những ca khúc phát hành trước đó của cô. IU mô tả ca khúc tuy mang âm hưởng "u ám", "đượm buồn" nhưng "hoài cổ", gần với gu âm nhạc của cô hơn. Bài hát thể hiện tốt về mặt thương mại, ra mắt ở vị trí số 1 trên Gaon Digital Chart.

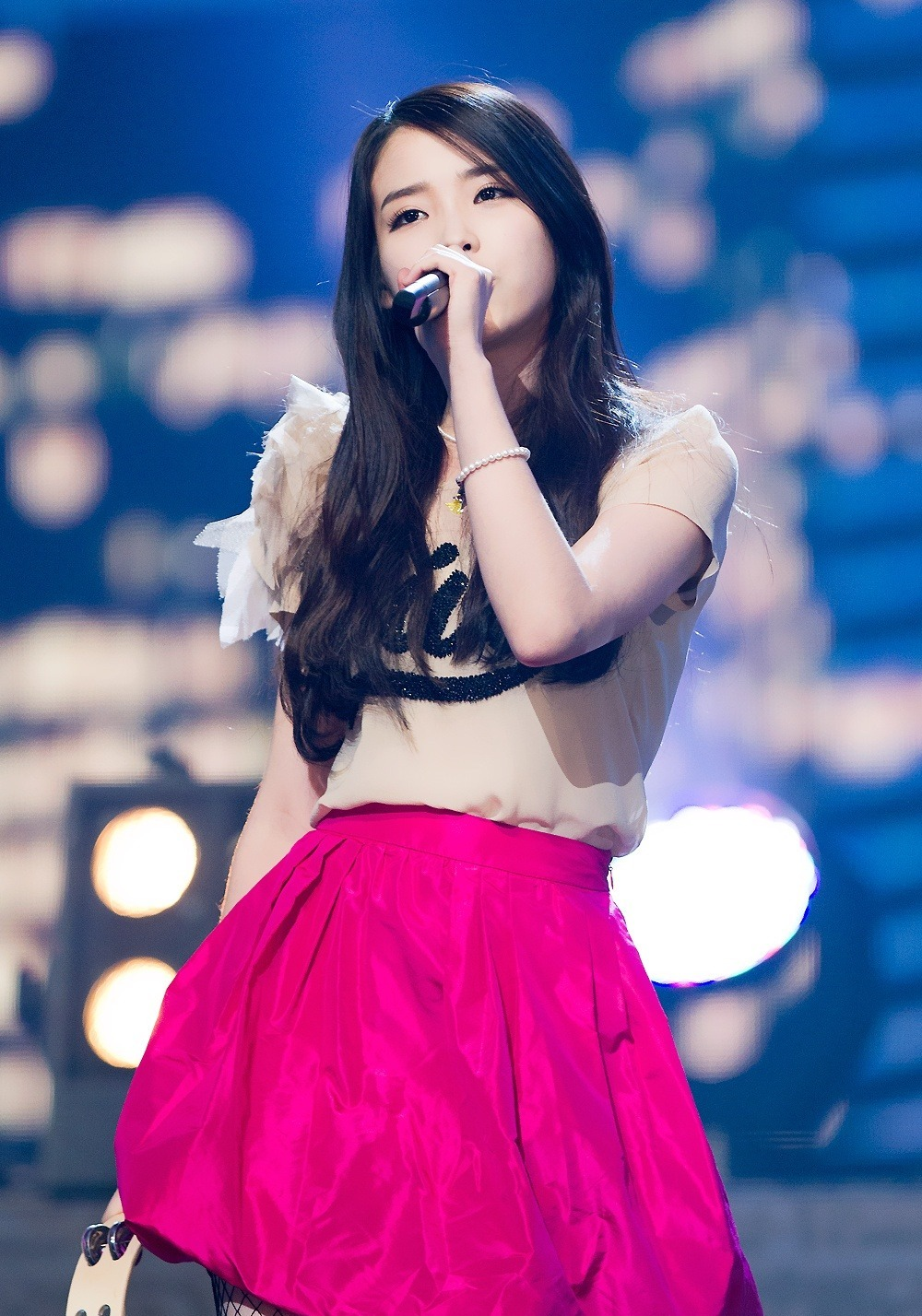
IU trình diễn trên sân khấu KBS Music Festival vào ngày 30 tháng 12 năm 2011

IU nhận lời tham gia nhiều dự án phụ khác nhau sau khi Bay cao ước mơ kết thúc. Vào ngày 10 tháng 3 năm 2011, IU mở màn buổi hòa nhạc solo đầu tiên của ca sĩ kiêm nhạc sĩ người Anh Corinne Bailey Rae tại Seoul với hai bài hát trước khi song ca cùng Bailey Rae trong ca khúc "Put Your Records On". Bailey Rae – người mà IU xem là hình mẫu của mình – chia sẻ rằng: "Thật không thể tin được rằng giọng hát của cô ấy (IU) lại có hồn dù cô còn trẻ như vậy." Cùng tháng, IU được chọn làm người dẫn chương trình của chương trình âm nhạc Inkigayo thuộc đài SBS, trọng trách mà cô nắm giữ cho đến tháng 7 năm 2013. Cô tham gia đóng hai video âm nhạc cho mini album mới của K.Will bên cạnh hai người bạn diễn là Lee Joon và No Min-woo. Vào tháng 5 năm 2011, IU thu âm ca khúc tự sáng tác đầu tiên của mình mang tên "Hold My Hand" (내 손을 잡아), cho bộ phim truyền hình hài lãng mạn Mối tình bất diệt (최고의 사랑). Vì là lần đầu tiên sáng tác một bài hát không phải cho bản thân mà theo yêu cầu của nhà sản xuất bộ phim, IU cảm thấy rằng đây là một trải nghiệm khó khăn vì ca khúc này phải phù hợp với giai điệu vui vẻ của phim. Bài hát đạt vị trí thứ hai trên Gaon Digital Chart và bán được 2.031.787 bản kỹ thuật số trong năm 2011. Từ tháng 5 đến tháng 7 năm 2011, IU trở thành thí sinh trong serie thi trượt băng thực tế, Kim Yuna's Kiss & Cry, dưới tư cách một người nổi tiếng cho đến khi bị loại ở tập thứ tám. Trong khoảng thời gian này, cô cũng tham gia Immortal Songs: Singing the Legend nhưng cuối cùng đã phải rút lui chỉ sau một tập ghi hình vì lịch trình công việc dày đặc. Nói về hoạt động đa dạng trong lĩnh vực giải trí của mình, IU nhận xét rằng dù tất cả đều có những khó khăn riêng nhưng truyền hình thực tế mới là thứ gây mệt mỏi nhất.
Album phòng thu thứ hai của IU, Last Fantasy, được phát hành vào ngày 29 tháng 11 năm 2011 với hai phiên bản, một phiên bản bán lẻ thông thường và một phiên bản truyện đặc biệt với chỉ 15.000 bản được sản xuất. Tờ Korea JoongAng Daily mô tả album "phù hợp với tất cả các loại thị hiếu âm nhạc hay bất kỳ người hâm mộ nào", trong khi Billboard đánh giá cao "âm hưởng điện ảnh" của album, định hình bởi ca khúc mở đầu "Secret" (비밀). Được sản xuất bởi Jo Yeong-cheol, người trước đó đã từng làm việc cùng IU trong album Real, album mới này bao gồm các tác phẩm hợp tác với các ca sĩ kiêm nhạc sĩ như Yoon Sang, Lee Juck và Ra.D. Tổng số lượt tải xuống của mọi bài hát trong album vượt quá 10 triệu lượt chỉ trong vòng hai tuần đầu tiên. 8 trong số 13 bài hát của album đã lọt vào top 10 trên Bảng xếp hạng số Gaon, trong khi bản thân album đứng ở vị trí số một trên Bảng xếp hạng album Gaon. Ca khúc chủ đề "You and I" (너랑 나) trở thành đĩa đơn thành công nhất về mặt thương mại của IU với gần 5.5 triệu bản kỹ thuật số được bán ra tính đến cuối năm 2012. Ca khúc chiếm giữ vị trí quán quân trên Bảng xếp hạng Gaon cũng như bảng xếp hạng Billboard Korea K-Pop Hot 100 mới, ra mắt không lâu trước khi ca khúc được phát hành.
Không lâu trước khi phát hành Last Fantasy, IU ký hợp đồng với EMI Music Japan (nay là một phần của Universal Music Japan) làm bước đệm cho cuộc Nhật tiến sắp tới của cô. Một số bài hát đã phát hành trước đây của IU đã được lựa chọn và tổng hợp thành một mini album có tên I□U và được phát hành tại Nhật Bản vào ngày 14 tháng 12 năm 2011.

### 2012: Ra mắt tại Nhật Bản và chuyến lưu diễn solo đầu tiên

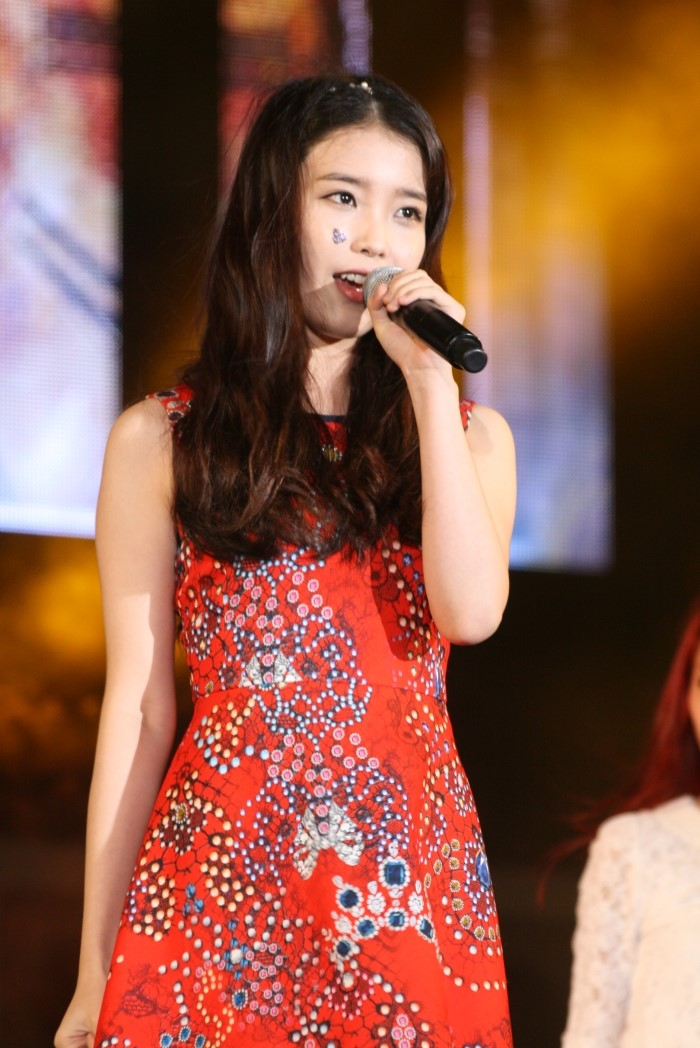
IU performing at Expo Pop Festival on July 3, 2012.

Trong lúc vẫn tiếp tục quảng bá Last Fantasy và ca khúc chủ đề "You and I" tại Hàn Quốc trong năm 2012, IU bắt đầu chuẩn bị cho màn ra mắt của cô tại Nhật Bản với hai buổi biểu diễn tại Bunkamura Orchard Hall ở Shibuya, Tokyo với sự tham gia của khoảng 4.000 khán giả vào ngày 24 tháng 1 năm 2012. Cô trình bày 6 ca khúc bao gồm cả bài hát ra mắt "Lost Child" cũng như phiên bản tiếng Nhật của "Good Day". Sau buổi hòa nhạc, cả "Good Day" lẫn "You and I" với phần lời bài hát được dịch đều được phát hành dưới dạng đĩa đơn mới tại Nhật và gặt hái thành công. Theo Oricon Singles Chart, "Good Day" đã bán được 21.000 bản vật lý trong tuần đầu tiên phát hành, ra mắt ở vị trí thứ sáu trên bảng xếp hạng. "Good Day" sau đó leo lên vị trí số 5 trên Billboard Japan Hot 100 trong khi "You and I" đạt vị trí thứ 4 trên Oricon Singles Chart và vị trí thứ 11 trên Billboard Japan Hot 100. Để hỗ trợ cho việc phát hành đĩa đơn tiếng Nhật, IU lưu diễn năm thành phố Tokyo, Sapporo, Nagoya, Osaka và Fukuoka trong chuỗi mini-concert có tên "IU Friendship Showcase - Spring 2012".
IU bắt đầu chuyến lưu diễn solo đầu tiên của mình, mang tên "Real Fantasy", vào tháng 6 năm 2012. Cô biểu diễn tại sáu thành phố khác nhau trên khắp nước Hàn, bắt đầu với hai buổi biểu diễn ở Seoul. Vé tham dự các buổi chiếu mở màn vào ngày 2–3 tháng 6 được bán hết trong vòng 30 phút sau khi ban tổ chức bắt đầu bán vé vào ngày 17 tháng 4. Theo báo cáo, 43,8% người mua vé nằm ở độ tuổi từ 20 đến 29, trong khi 71% là nam giới, điều này được coi là không phổ biến đối với một buổi hòa nhạc K-pop. Chuyến lưu diễn tiếp tục với các buổi biểu diễn tại Ulsan, Jeonju, Suwon, Busan và Daegu, trước khi quay trở lại Seoul và kết thúc với hai buổi hòa nhạc encore vào ngày 23 tháng 9 năm 2012. Các vị khách mời có mặt trong buổi biểu diễn này của IU gồm có Ra.D, Lim Seul-ong và Lee Seung-gi.
Vì đã quyết tâm cam kết chuẩn bị cho chuyến lưu diễn solo đầu tiên của mình, IU không thể thực hiện các đợt quảng bá phát sóng cho đĩa đơn mở rộng thứ năm mang tên Spring of a Twenty Year Old của cô. Mini album này, được đặt tên để kỷ niệm IU bước sang tuổi 20 (tính theo tuổi Hàn Quốc), gồm ba bài hát với ca khúc chủ đạo là "Peach" (복숭아). Là một tác phẩm do chính IU sáng tác, "Peach" đạt vị trí thứ hai trên Gaon Digital Chart và vị trí thứ ba trên Billboard K-pop Hot 100. Đĩa đơn thứ hai từ EP này là "Every End of the Day" (하루 끝), dẫn đầu Gaon Digital Chart trong vòng 2 tuần và Billboard K-pop Hot 100 trong bốn tuần. Thay cho một video âm nhạc với thời lượng 4-5 phút như thường lệ thường được phát hành song song khi một nghệ sĩ tung ra đĩa đơn mới thì IU lần này đã phát hành cùng với album một phim ngắn chứa cả 3 ca khúc với dáng dấp của một bộ phim tài liệu và thời lượng dài 26 phút cùng các cảnh quay được thực hiện tại Venezia và Burano, Ý.

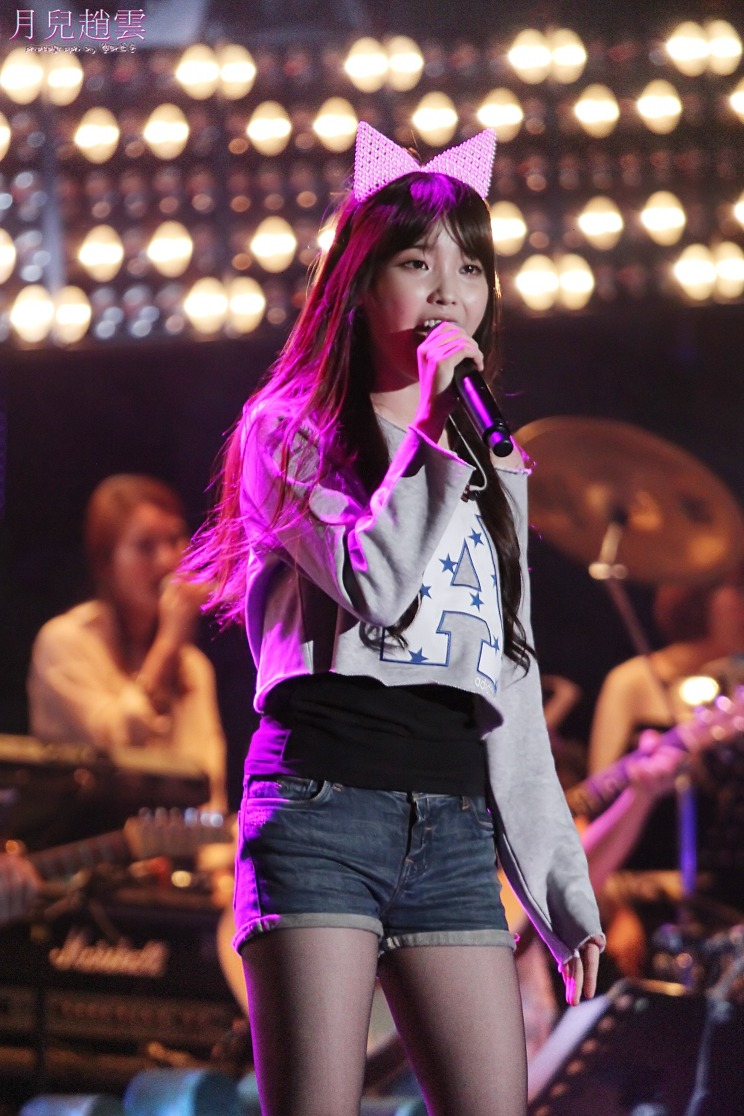
IU tại buổi hòa nhạc encore vào ngày 23 tháng 9 năm 2012

IU trở lại Nhật Bản vào ngày 17 tháng 9 năm 2012 để thực hiện một chương trình có tên "IU Friendship Special Concert - Autumn 2012", tại Diễn đàn Quốc tế Tokyo trước đám đông hơn 5000 người. Với Sunny Hill trong vai trò khách mời, IU không chỉ trình diễn những bài hát của cô mà còn cover một số bài hát tiếng Hàn và tiếng Nhật như "Juliette" của Shinee, "Friend" của Anzen Chitai và "Aishiteru" từ series anime Natsume's Book of Friends. Bản thu âm trực tiếp của "Friend" và "Aishiteru" từ sự kiện này sau đó đã được phát hành dưới dạng đĩa đơn kỹ thuật số quảng cáo. Khi chuyến lưu diễn và quảng bá "Real Fantasy" tại Nhật Bản gần kết thúc, IU tiếp tục đảm nhận vai trò dẫn chương trình trên Inkigayo sau khi phải xin nghỉ phép ba tháng để lưu diễn. Cô cũng trở thành người dẫn chương trình đố vui Quiz Show Q của MBC bên cạnh hai người bạn dẫn Park Myeong-su và Sun Bom Soo. Vào ngày 29 tháng 12, IU cùng Bae Suzy và nam diễn viên Jung Gyu-woo đã trở thành MC của chương trình âm nhạc thường niên SBS Gayo Daejeon 2012. Ban tổ chức chương trình đã lựa chọn IU vì đánh giá cao kỹ năng dẫn chương trình mà cô đã thể hiện trên Inkigayo.
Với những thành tích của mình trong năm 2012, IU nhận về hai giải thưởng tại Giải thưởng âm nhạc Seoul 2012, với "Last Fantasy" được vinh danh là Bản thu âm của năm, trong khi cô nằm trong số mười nghệ sĩ được trao giải Bonsang. Tại Giải thưởng Âm nhạc Hàn Quốc, "Good Day" được vinh danh là Bài hát của năm và Bài hát nhạc Pop xuất sắc nhất, trong khi cô được vinh danh là Nghệ sĩ nữ của năm do cư dân mạng bình chọn. Tạp chí Billboard vinh danh IU là một trong những nhạc sĩ dưới 21 tuổi hot nhất năm 2012 vì sở hữu "sức hút độc đáo và những bản hit không thể phủ nhận, [những yếu tố] góp phần giúp cô trở thành một siêu sao thực thụ".

### 2013: Vai chính đầu tiên vàModern Times

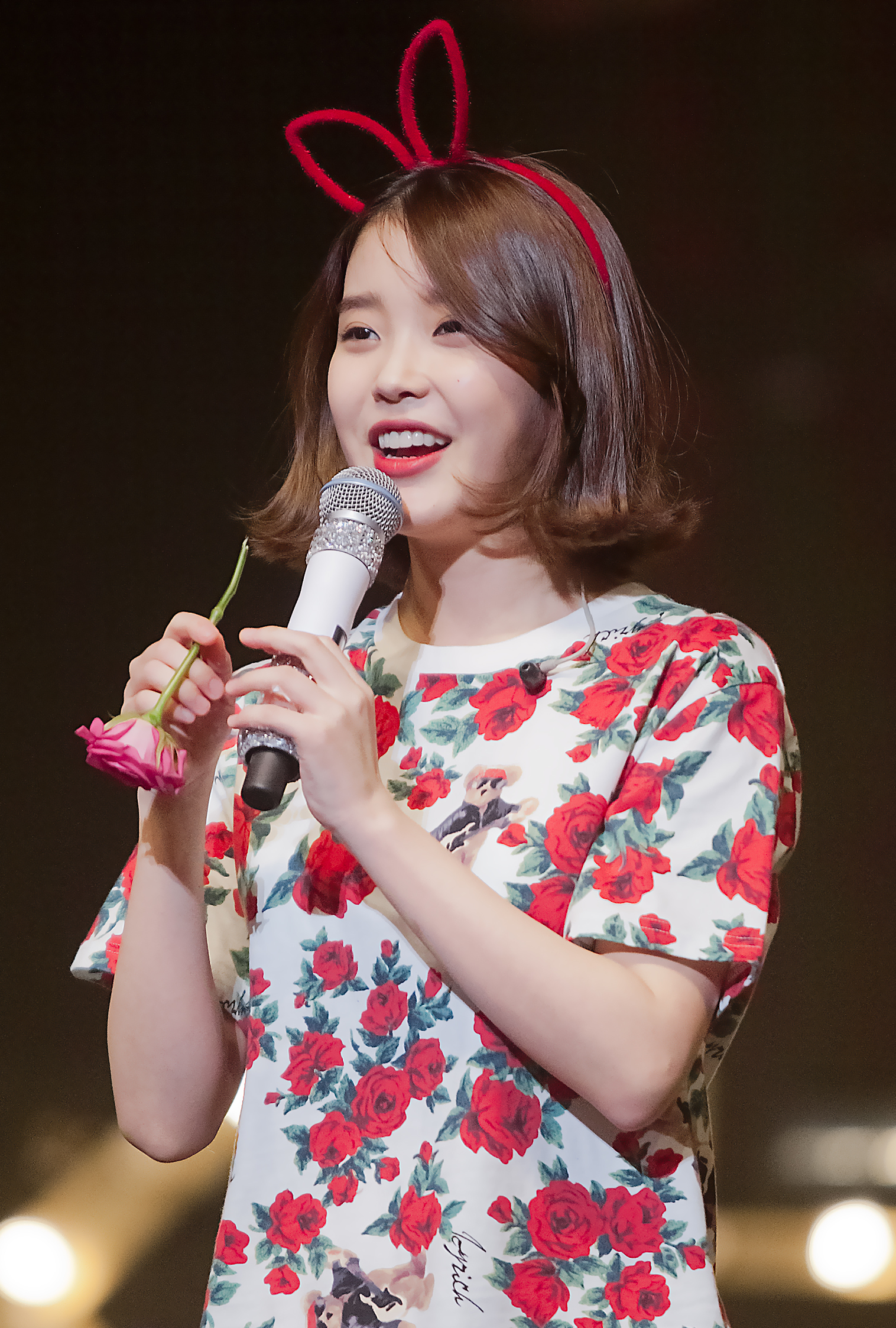
IU tại buổi hòa nhạc Modern Times ở Busan vào ngày 1 tháng 12 năm 2013

IU khởi đầu năm 2013 với vai diễn chính đầu tiên trong sự nghiệp trong một bộ phim truyền hình mang tên Lee Soon Shin Là Tuyệt Nhất! (tiếng Hàn Quốc: 최고다 이순신). Bộ phim dài 50 tập, phát sóng hàng tuần vào ngày cuối tuần, được chiếu từ ngày 9 tháng 3 đến ngày 25 tháng 8 trên kênh KBS2. Nhân vật do IU thủ vai được mô tả là một "kẻ thất bại", người có vẻ trung bình về mọi mặt ngoại trừ tính cách táo bạo và tươi sáng, giúp cô vượt qua khó khăn. Bất chấp những lo lắng về việc lựa chọn một người được khán giả đại chúng biết đến nhiều hơn với tư cách là một ca sĩ vào vai diễn này, đạo diễn Yoon Sung-sik đã quyết định chọn IU sau khi xem màn trình diễn của cô trong Bay cao ước mơ và cho rằng cô phù hợp với hình tượng nhân vật mà ông đã hình dung. Các bạn diễn Go Doo-shim và Lee Ji-hoon, cũng như ê-kíp sản xuất, lần lượt khen ngợi kỹ năng diễn xuất của IU, đặc biệt là trong những phân cảnh tình cảm. Bộ phim đạt được tỷ suất người xem cao nhất là 30,8%. Màn trình diễn của IU đã nhận được những đánh giá tích cực từ giới phê bình bất chấp những nghi ngờ ban đầu khi cô được lựa chọn vào vai diễn này. IU được đề cử cho giải Diễn xuất xuất sắc (Nữ diễn viên chính xuất sắc nhất trong một bộ phim truyền hình dài tập) tại Giải KBS Drama 2013. IU đã cùng bạn diễn Jo Jung-suk phát hành một bản song ca do cô tự sáng tác mang tên "Beautiful Song" (tiếng Hàn Quốc: 예쁘다송), tuy nhiên ca khúc không có mặt trong danh sách nhạc phim chính thức.
Cũng trong thời gian này, IU phát hành đĩa đơn mở rộng tiếng Nhật thứ hai mang tên Can You Hear Me ?, gồm các bài hát gốc tiếng Nhật đầu tiên của cô. Hai bài hát trong album được phát hành dưới dạng đĩa đơn – "Beautiful Dancer" và "New World" – lần lượt đạt vị trí thứ 66 và 76 trên Billboard Japan Hot 100, xếp hạng thấp hơn đáng kể so với phiên bản dịch tiếng Nhật của "Good Day" và "You and I", là những ca khúc từng lọt vào top 10. Rolling Stone Japan đã đưa ra lời nhận xét tích cực về album, đánh giá cao "Beautiful Dancer" và "Truth" là những ca khúc nổi bật. Trong một cuộc phỏng vấn với Oricon, IU kể lại cô ấy đã bị sốc và xúc động như thế nào khi nhận được "Beautiful Dancer" và "Truth" từ hai nhà sản xuất R&B Jimmy Jam và Terry Lewis. Đĩa đơn tiếng Nhật tiếp theo của cô, "Monday Afternoon", được phát hành vào ngày 11 tháng 9 năm 2013, ra mắt ở vị trí thứ 27 trên bảng xếp hạng Billboard Japan Hot 100 và vị trí thứ 9 trên Japan's Oricon Daily Chart.
Gần hai năm sau Last Fantasy, IU phát hành album phòng thu thứ ba với tên gọi Modern Times vào ngày 8 tháng 10 năm 2013.  Modern Times được mô tả là "một sự thay đổi lớn từ cái gốc K-pop của nữ ca sĩ trẻ" thể hiện một "giai điệu và hình ảnh trưởng thành và tinh tế hơn" so với những tác phẩm trước của cô.. IU tự sáng tác và viết 2 trong số 13 bài hát trong album, sử dụng các giai điệu từ swing đến jazz, bossa nova, Latin pop và folk. Sự đa dạng của phong cách nhạc jazz cũng như những màn phối hợp ăn ý mới các nghệ sĩ đã được Billboard, The Korea Herald và Seoul Beats đánh giá cao. Billboard đã mô tả album này là một album chứa đựng "những rung cảm hồi tưởng với một giai điệu hiện đại của bản thu âm Back to Basics của Christina Aguilera", mà trong đó IU đã chứng tỏ mình có "[khả năng] cảm thụ âm nhạc vượt xa một [con người] tuổi 20 điển hình." Tờ Korea Herald viết: "...giai điệu cổ điển và hiệu ứng hiện đại được kết hợp với nhau một cách nghệ thuật, tạo thành một bản tổng hợp các bài hát [tuy] mới mẻ nhưng quen thuộc. Modern Times chứa một cảm giác vô tư đặc biệt gợi nhớ đến giai điệu nhạc jazz trong Roaring Twenties." Đánh giá cao về album, Seoul Beats viết: "Với giai điệu đậm chất nhạc jazz [...] IU đã mang đến một luồng gió mới cho K-pop ... Sức mạnh thực sự của album là cách các bài hát liên kết với nhau một cách liền mạch." Modern Times ra mắt ở vị trí số một trên Gaon Album Chart, trong khi bảy ca khúc còn lại lần lượt đạt mười vị trí dẫn đầu trên Gaon Digital Chart với đĩa đơn chủ đề, "The Red Shoes" (tiếng Hàn Quốc: 분홍신), đứng ở vị trí số một. Bên cạnh đó, album đứng ở vị trí thứ 4 trên Billboard's World Albums Chart, với 12 bài đều lọt vào bảng xếp hạng Korea K-Pop Hot 100.

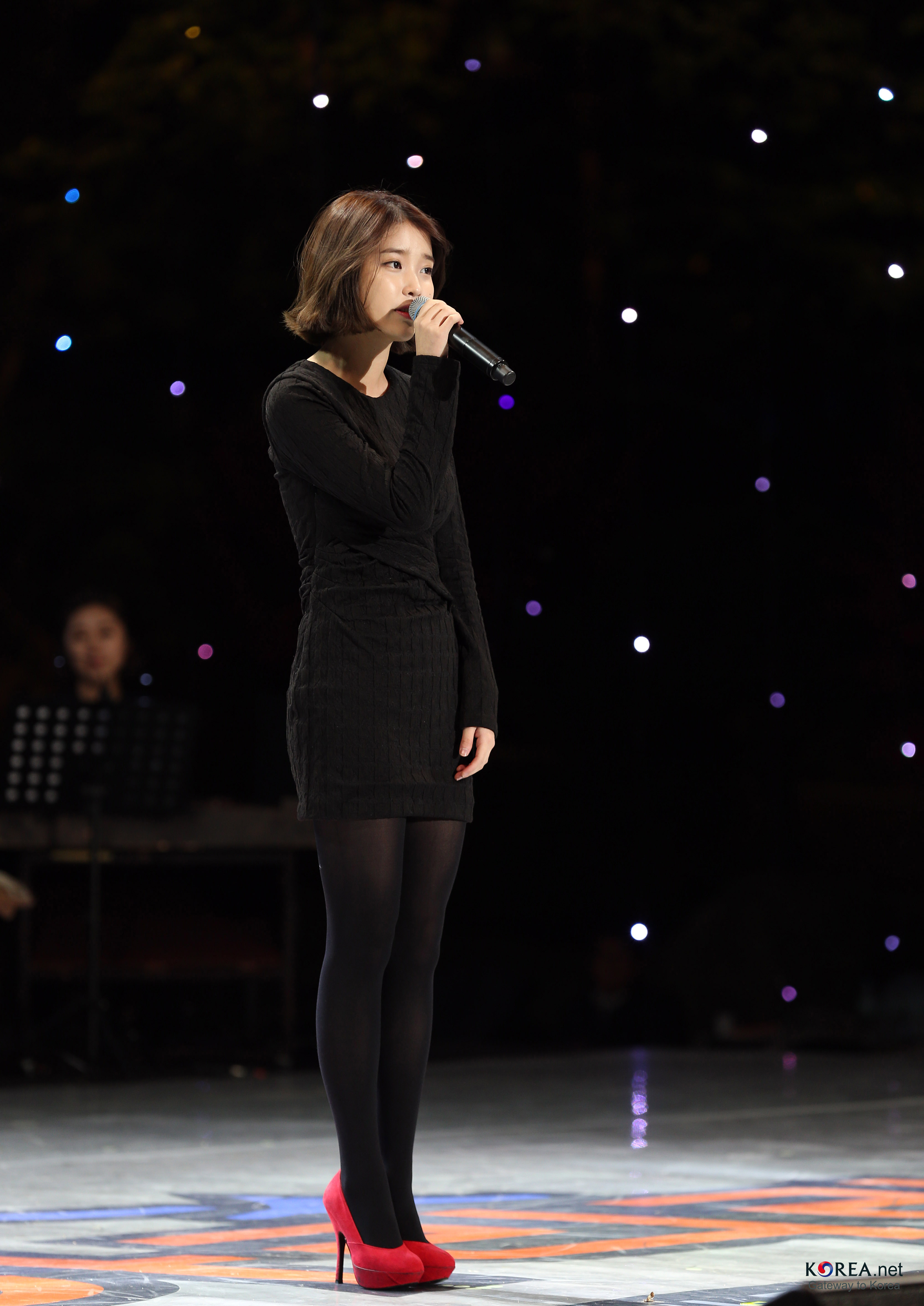
IU tại buổi hòa nhạc Ariang vào ngày 27 tháng 10 năm 2013

Trung tuần thứ hai của đợt quảng bá cho Modern Times, IU quyết định tham gia bộ phim hài – lãng mạn Tuyệt Sắc Nam Nhân (tiếng Hàn Quốc: 예쁜남자). Cô đảm nhận vai diễn "kỳ quặc" và "nghịch ngợm" Kim Bo-tong, một cô gái vô tư ở tuổi đôi mươi đã phải lòng nam chính từ thời trung học. Bộ phim được phát sóng từ ngày 20 tháng 11 năm 2013 đến ngày 9 tháng 1 năm 2014 trên kênh KBS2 nhưng chỉ đạt tỷ suất người xem thấp. Với màn thể hiện của mình trong Tuyệt Sắc Nam Nhân, IU đã được đề cử ở hạng mục Nữ diễn viên Hàn Quốc xuất sắc tại Lễ trao giải Phim truyền hình Quốc tế Seoul năm 2014.
Để quảng bá Modern Times, IU đã tổ chức chuỗi concert cá nhân thứ hai của mình với ba buổi diễn, khởi đầu vào ngày 23-24 tháng 11 năm 2013 tại Hội trường Hòa bình của Đại học Kyung Hee ở Seoul và kết thúc vào ngày 1 tháng 12 năm 2013 tại Hội trường KBS ở Busan. Hoạt động quảng bá cho Modern Times tiếp tục sang năm 2014 và IU lần đầu tiên biểu diễn tại Hồng Kông trong một buổi hòa nhạc solo.
Một phiên bản phát hành lại của Modern Times có tựa đề Modern Times - Epilogue, được phát hành vào ngày 20 tháng 12 năm 2013, bổ sung hai ca khúc "Friday" (tiếng Hàn Quốc: 금요일에 만나요) và "Pastel Crayon" (tiếng Hàn Quốc: 크레파스). "Friday" là một tác phẩm do chính IU sáng tác, ban đầu được dự định đưa vào bản gốc của Modern Times nhưng sau đó được phát hành dưới dạng ca khúc chủ đề của Modern Times - Epilogue. Được mô tả là "bản swing-pop, acoustic có nhịp độ trung bình", "Friday" chiếm giữ vị trí số một trên bảng xếp hạng Billboard Korea K-Pop Hot 100 trong vòng hai tuần sau khi phát hành. "Friday" cũng giành được vị trí số một trên Gaon Digital Chart và trở thành đĩa đơn kỹ thuật số bán chạy thứ 10 trong năm 2014. Ca khúc chứng minh được sức hút khi đồng thời xếp hạng nhất trên cả ba chương trình âm nhạc lớn của Hàn Quốc dù không có bất kỳ buổi biểu diễn trực tiếp nào.

### 2014:A Flower Bookmark

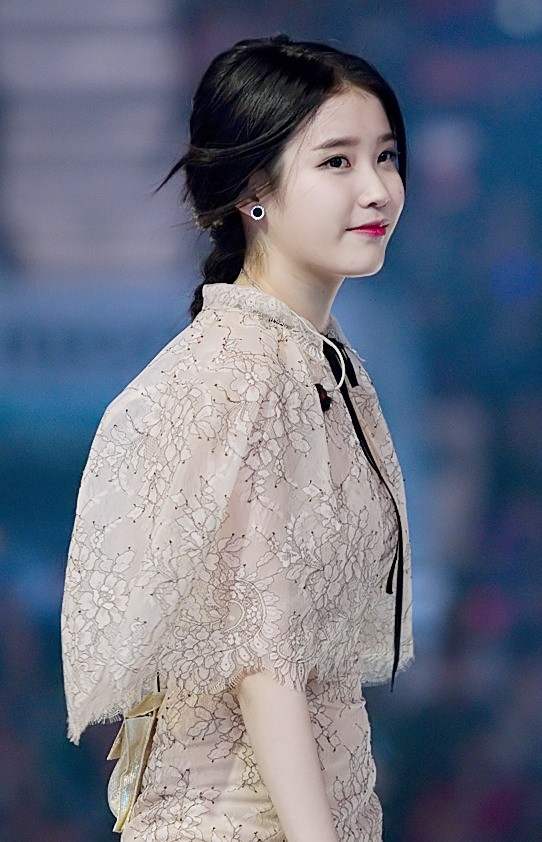
IU tại Melon Music Awards vào ngày 13 tháng 11 năm 2014.

IU phát hành đĩa đơn mở rộng bằng tiếng Hàn thứ sau và album cover đầu tiên mang tên A Flower Bookmark (tiếng Hàn Quốc: 꽃갈피), vào ngày 16 tháng 5 năm 2014. Album bao gồm các bản cover của 7 ca khúc K-pop nổi tiếng của những năm 1980 và 1990 với sự kết hợp của nhiều thể loại bao gồm ballad, dance, dân gian và rock. Mini album ra mắt theo yêu cầu của người hâm mộ và do những phản hồi tích cực trước đó cho các bản cover mà IU thể hiện. Ba bài hát lọt vào top 10 trên Gaon Digital Chart trong tuần phát hành, trong khi ca khúc chủ đề "My Old Story" (tiếng Hàn Quốc: 나의 옛날 이야기) cuối cùng đã leo lên vị trí thứ 2 trên bảng xếp hạng. Tuy nhiên, màn kết hợp giữa cô và Kim Chang-wan trong phiên bản làm lại ca khúc "The Meaning of You" (너의 의미) năm 1984 của ông mới là bài hát bán chạy nhất trong album và cũng là đĩa đơn bán chạy nhất của IU trong năm 2014. Mini album được The Korea Times đón nhận nồng nhiệt vì đã mang đến "một khoảng thời gian nghỉ ngơi thoải mái, êm dịu trong xu hướng âm nhạc chủ đạo của thời đại ngày nay", đồng thời ca ngợi IU cùng những bản cover của cô: "Đối với mỗi ca khúc, IU luôn cân bằng một cách cẩn thận giữa việc lưu giữ những xúc cảm ban đầu của bài hát và thay đổi bản gốc bằng màu sắc và cách sắp xếp của riêng cô ấy." Billboard đã đánh giá ca khúc "Pierrot Smiles at Us" (삐에로 는 우릴 보고 웃지) là "giai điệu tham vọng nhất mà cô ấy xử lý" và là bài hát chứng tỏ sự đa dạng của IU dưới tư cách là một ca sĩ. A Flower Bookmark được Billboard lựa chọn là Album K-Pop xuất sắc thứ 3 năm 2014 và được đề cử giải Album của năm tại Giải Âm nhạc MelOn 2014.
Mong muốn tổ chức một buổi hòa nhạc quy mô nhỏ và thân mật hơn của IU đã được thực hiện trong chuỗi concert solo thứ ba của cô ấy, "Just One Step...That Many More". Chuỗi concert diễn ra trong tám đêm từ ngày 22 tháng 5 năm 2014 đến ngày 1 tháng 6 năm 2014 tại Mary Hall của Đại học Sogang, có sức chứa 450 người. Vé của cả tám buổi diễn đã được bán hết trong vòng 10 phút sau khi phát hành vào ngày 7 tháng 5 năm 2014. Lần đầu chơi keyboard trên sân khấu, IU đã trình diễn tất cả bảy bài hát trong A Flower Bookmark song song với các bản phối mới của các bài hát trước đó của cô. Những khách mời tham gia các buổi hòa nhạc này của IU bao gồm Kim Jong-hyun, Jung Yong-hwa, Hwang Kwanghee, Kim Bum-soo, Lim Seul-ong, Jo Jung-suk, Ha Dong-kyun và Akdong Musician. Lợi nhuận thu được từ các buổi hòa nhạc trên đã được dùng để quyên góp cho các nạn nhân của Thảm họa phà Sewol.
Hai tháng sau khi các buổi hòa nhạc solo kết thúc, IU đã có buổi biểu diễn đầu tiên ở Hoa Kỳ tại lễ hội âm nhạc KCON được tổ chức ở Los Angeles vào ngày 9-10 tháng 8. IU là nữ nghệ sĩ duy nhất trình diễn trong ngày đầu của lễ hội KCON. Cô đã thể hiện 4 ca khúc "The Red Shoes", "You and I", "Friday" và "You Know". Trong bài đánh giá của mình, Los Angeles Time cho rằng IU đã có một "màn trình diễn vui vẻ, và với tư cách là một nữ ca sĩ solo, cô ấy đã phá vỡ khuôn mẫu của giới ngôi sao K-pop." Sự kiện KCON năm 2014 đã có khoảng 42.000 người tham dự. Trong một cuộc phỏng vấn với Billboard, IU bày tỏ sự lo lắng khi biểu diễn tại sự kiện này: "Tôi luôn cảm thấy lo lắng khi biểu diễn tại các chương trình quốc tế...Tôi nghĩ mình cần phải học tiếng Anh cho chuyến thăm Mỹ tiếp theo. Thật ngột ngạt khi không thể giao lưu cùng người hâm mộ..."
Xuyên suốt năm 2014, những màn hợp tác giữa IU cùng các nghệ sĩ khác đã tạo ra các bản hit top 10: "Not Spring, Love, or Cherry Blossoms" (tiếng Hàn Quốc: 봄, 사랑, 벚꽃 말고), đĩa đơn đầu tay của High4, có sự góp mặt của IU với tư cách là người viết lời đã dẫn đầu trên cả Gaon Digital Chart và Billboard Korea K-Pop Hot 100; "Anxious Heart" (tiếng Hàn Quốc: 애타는 마음), thu âm bởi Ulala Session và IU vào năm 2012 nhưng được phát hành trễ một năm do cái chết đột ngột của giọng ca chính Ulala Session, đã leo lên vị trí thứ 4 trên Gaon Digital Chart; "Sing for Me" (tiếng Hàn Quốc: 노래 불러줘요), được phát hành như một phần của album phòng thu thứ 8 của g.o.d, đạt vị trí thứ 9 trên Gaon Digital Chart; "Sogyeokdong" (tiếng Hàn Quốc: 소격동), được viết bởi Seo Taiji cho album Quiet Night của anh và được trình bày bởi IU trong phiên bản phát hành ngày 2 tháng 10, ra mắt ở vị trí thứ 4 trên Gaon Digital Chart; và "When Would It Be" (tiếng Hàn Quốc: 언제쯤이면), một bản song ca với đồng nghiệp cùng công ty Yoon Hyun-sang trong album đầu tay của anh, Pianoforte, cũng đạt vị trí thứ 9 trên Gaon Digital Chart. Sau khi "Not Spring, Love, or Cherry Blossoms" dẫn đầu bảng xếp hạng Billboard Hàn Quốc K-Pop Hot 100, IU trở thành "người dẫn đầu bảng xếp hạng mọi thời đại" với năm ca khúc quán quân và là nghệ sĩ có nhiều tuần đứng ở vị trí số 1 nhất kể từ khi bảng xếp hạng được tạo ra vào tháng 9 năm 2011.

### 2015–2016: Thành công tiếp nối trong mảng diễn xuất và các EP tiếp theo

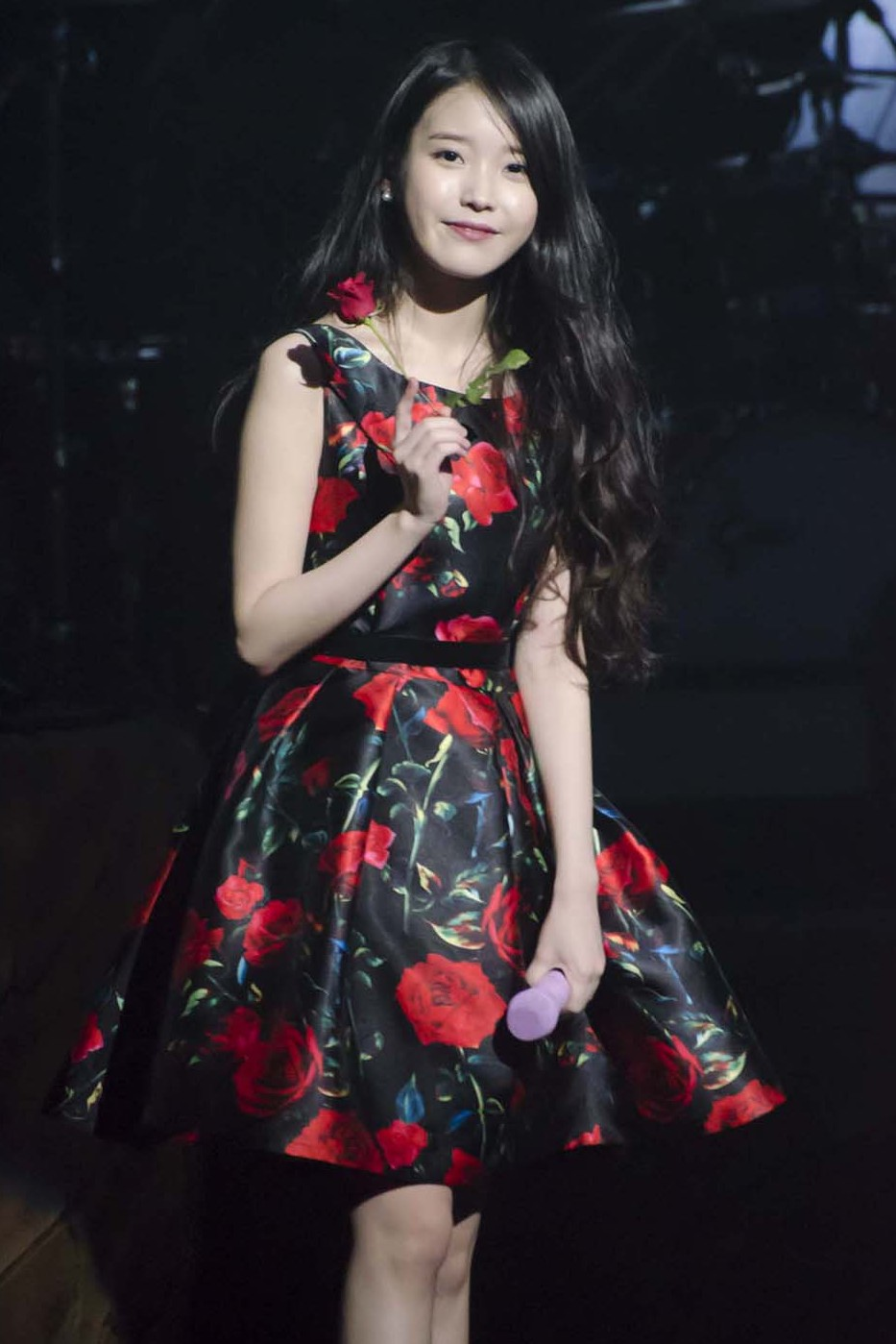
IU trong buổi biểu diễn Chat-Shire vào ngày 29 tháng 11 năm 2015

Năm 2015, hai năm sau khi đảm nhận vai diễn cuối cùng, IU trở thành nữ chính trong Hậu trường giải trí (프로 듀사) – được mệnh danh là một trong những bộ phim truyền hình được mong đợi nhất của năm ở Hàn Quốc – bên cạnh Kim Soo-hyun, Cha Tae-hyun và Gong Hyo-jin. Cô vào vai Cindy, một ca sĩ diva, người quyết định tham gia một chương trình truyền hình thực tế để cải thiện hình ảnh trước công chúng. Phân tích phong thái của nhân vật mà mình thủ vai, IU nhận xét rằng cô ấy có thể liên kết "thái độ cắn xé" của nhân vật với bản thân và tính cách của nữ diva ấy giống với bản thân cô như thế nào. Cả nội dung lẫn vai diễn Cindy của IU vấp phải những đánh giá không mấy tích cực khi công chiếu nhưng lượng người xem cũng như phản ứng phê bình đã dần được cải thiện xuyên suốt thời gian chiếu của bộ phim, với tỷ suất người xem đạt mức cao nhất là 17,7% ở tập cuối. Trong vai Cindy, IU đã thể hiện hai ca khúc "Twenty Three" và "Heart" (마음), cả hai bài đều có mặt trong mini album Chat-Shire được phát hành cùng năm. Trong khi đảm nhận công việc biên soạn lời cho cả hai ca khúc, cô cũng biên soạn nhạc cho "Heart", được phát hành dưới dạng đĩa đơn kỹ thuật số vào ngày 18 tháng 5. "Heart" dẫn đầu bảng xếp hạng khi phát hành và tiếp tục trở thành đĩa đơn kỹ thuật số bán chạy thứ mười trong năm 2015 tại Hàn Quốc. "Heart" nằm trong số một loạt bài hát K-pop được Bộ Quốc phòng Hàn Quốc sử dụng trong các chương trình phát sóng tuyên truyền tới Cộng hòa Dân chủ Nhân dân Triều Tiên trong thời kỳ căng thẳng giữa hai nước vào tháng 8 năm 2015, với mục đích quảng cáo "văn hóa trẻ Hàn Quốc". Thông qua Hậu trường giải trí, tên tuổi IU ở Trung Quốc nổi lên như diều gặp gió. Cô được cho là đã nhận được lời mời tham gia vài dự án từ một số công ty Trung Quốc.
Sau khi hoàn thành Hậu trường giải trí, IU tham gia sự kiện lễ hội âm nhạc diễn ra hai năm một lần được tổ chức bởi chương trình truyền hình thực tế Infinite Challenge. Trong chương trình này, mỗi ca sĩ, nhạc sĩ tham gia sẽ hợp tác với một trong sáu người dẫn chương trình để tạo ra một bài hát cho lễ hội. Quá trình chuẩn bị và lễ hội được phát sóng trong suốt bảy tập. IU hợp tác với Park Myeong-su để thực hiện bài hát với tựa đề "Leon" (lấy cảm hứng từ bộ phim Léon: The Professional). Sự kiện biểu diễn trực tiếp vào ngày 13 tháng 8 năm 2015 đã thu hút khoảng 40.000 khán giả tại Sân vận động Trượt tuyết nhảy xa Alpensia và phát sóng trong tập cuối cùng của chương trình, đạt được tỷ suất người xem lên tới 21,1% vào ngày 22 tháng 8 năm 2015. Sau khi phát sóng tập cuối cùng, "Leon" cùng các bài hát khác đã được phát hành dưới dạng kỹ thuật số và nằm trong album chính thức của lễ hội. "Leon" đạt vị trí số 1 trên tất cả các bảng xếp hạng âm nhạc tại Hàn Quốc khi phát hành.

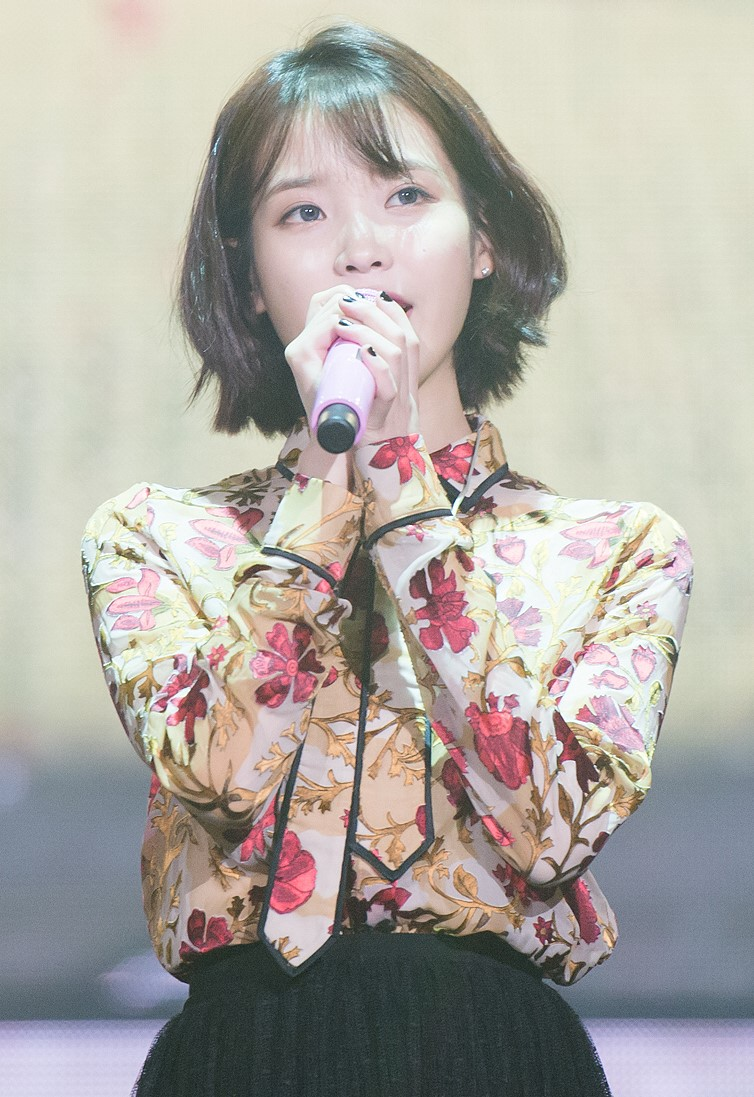
IU tại buổi biểu diễn 24 Steps - One, Two, Three, Four vào ngày 3 tháng 12 năm 2016.

Đĩa đơn mở rộng tiếng Hàn thứ bảy của IU, Chat-Shire, được phát hành kỹ thuật số vào ngày 23 tháng 10 năm 2015 trước khi phát hành đĩa vật lý vào ngày 27 tháng 10 năm 2015. Đối với mini album lần này, IU viết lời cho tất cả 7 bài hát (cũng như 2 bài hát bổ sung của album vật lý) đồng thời đích thân tham gia soạn nhạc cho 5 bài hát khác nhau. Cô được ghi danh là nhà điều hành sản xuất của album. Đĩa đơn chủ đề, "Twenty-Three" (스물셋), dẫn đầu bảng xếp hạng âm nhạc quốc gia sau khi phát hành, một số bài hát của album cũng nằm trong top 10. Album leo lên vị trí thứ 4 trên bảng xếp hạng World Albums của Billboard. Billboard đánh giá Chat-Shire là một album đáng "phải nghe", chứa "một số ca khúc mang tính cá nhân nhất của [IU]". Billboard cũng gọi tên "The Shower" (푸르던) là ca khúc nổi bật nhất trong lần comeback này của IU. Seoul Beats cũng đề cao "chất lượng mang tính cá nhân" được thể hiện trong nhiều bài hát của album và ca ngợi "sự trưởng thành của một nghệ sĩ" và sự sẵn sàng thử nghiệm những thứ mới lạ.
Bất chấp những đánh giá tích cực và thành công trên các bảng xếp hạng âm nhạc, album vẫn gây tranh cãi do lời bài hát của "Zezé" và các mẫu âm thanh được sử dụng trong bài hát bổ sung "Twenty Three" (không nên nhầm lẫn với đĩa đơn chủ đạo có cùng tựa đề). Vào ngày 4 tháng 11, nhà xuất bản phiên bản tiếng Hàn của cuốn Cây cam ngọt của tôi – mà IU sử dụng làm nguồn cảm hứng cho bài "Zezé" – đã gây ra một cuộc tranh cãi trong ngành giải trí khi họ chỉ trích IU vì cho rằng cô đã có những suy nghĩ lệch lạc về nhân vật chính mới chỉ 5 tuổi, xem cậu bé như một "đối tượng tình dục". Hai ngày sau, IU đưa ra lời xin lỗi và giải thích: "Tôi không có ý định biến Zezé thành một đối tượng gợi dục. Zezé trong ca khúc của tôi là một nhân vật mới, được tôi tạo ra dựa vào cảm hứng từ cuốn tiểu thuyết. Nhưng tôi nhận thấy phần ca từ trong ca khúc đã gây xúc phạm tới nhiều người và tôi muốn được xin lỗi vì điều đó." Vào ngày 10 tháng 11, nhà xuất bản đã đưa ra lời xin lỗi vì đã không thừa nhận "sự phong phú trong cách diễn giải". Đối với ca khúc bổ sung "Twenty Three", IU bị tố là sử dụng màu giọng của Britney Spears trong ca khúc "Gimme More" mà chưa xin phép. Billboard đánh giá Chat-Shire là album K-pop hay thứ 6 trong năm 2015, giải thích rằng "IU biết cách tiếp thu những âm điệu của ngày hôm qua và biến chúng thành những kết quả tuyệt vời."
Trước khi phát hành Chat-Shire, LOEN đã thông báo rằng IU sẽ không tham gia vào các hoạt động quảng bá cho album và thay vào đó, cô sẽ tổ chức một chuyến lưu diễn toàn quốc từ tháng 11 đến tháng 12 năm 2015. Chuyến lưu diễn quốc gia Chat-Shire bắt đầu tại Seoul vào ngày 21 tháng 11 và tiếp tục đến Busan, Daegu và Gwangju, trước khi quay trở lại Seoul và kết thúc tại đây vào ngày 31 tháng 12. Giữa chuyến lưu diễn Chat-Shire ở Hàn Quốc, IU cũng tăng cường hoạt động quảng bá ở Hồng Kông, Trung Quốc và Đài Loan, tổ chức các buổi họp mặt người hâm mộ và các buổi hòa nhạc ở nhiều thành phố khác nhau cũng như phát hành một album tổng hợp, Smash Hits, tại thị trường Đài Loan vào ngày 11 tháng 12 năm 2015. Bao gồm 16 bài hát đã được phát hành trước đó, Smash Hits – phân phối bởi Warner Music Taiwan – đã dẫn đầu bảng xếp hạng album K-pop của cửa hàng âm nhạc trực tuyến hàng đầu Đài Loan KKBOX trong tuần đầu tiên phát hành. Buổi hòa nhạc của IU vào ngày 10 tháng 1 năm 2016 tại Đài Loan cũng đã cháy vé trong vòng hai phút sau khi mở bán. Vào cuối năm 2015, IU cùng Shin Dong-yup trở thành MC chương trình âm nhạc cuối năm thường niên Gayo Daejeon của SBS. Khi được hỏi về lý do lựa chọn IU làm người dẫn chương trình, các nhà sản xuất cho biết "tài năng âm nhạc của IU đã được công nhận, vượt ra khỏi hình ảnh 'cô em gái quốc dân dễ thương'." Với những thành tích đạt được trong năm 2015, Ize đã liệt kê IU là một trong những "Nhân vật của năm", trong khi GQ Korea vinh danh cô là "Người phụ nữ của năm".
Tháng 9 năm 2016, IU trở thành nữ chính trong phim truyền hình Người tình ánh trăng - Bộ bộ kinh tâm: Lệ, được chuyển thể từ cuốn tiểu thuyết Bộ Bộ Kinh Tâm của nhà văn Trung Quốc Đồng Hoa.

### 2017–2018:Palette,A Flower Bookmark 2vàÔng chú của tôi

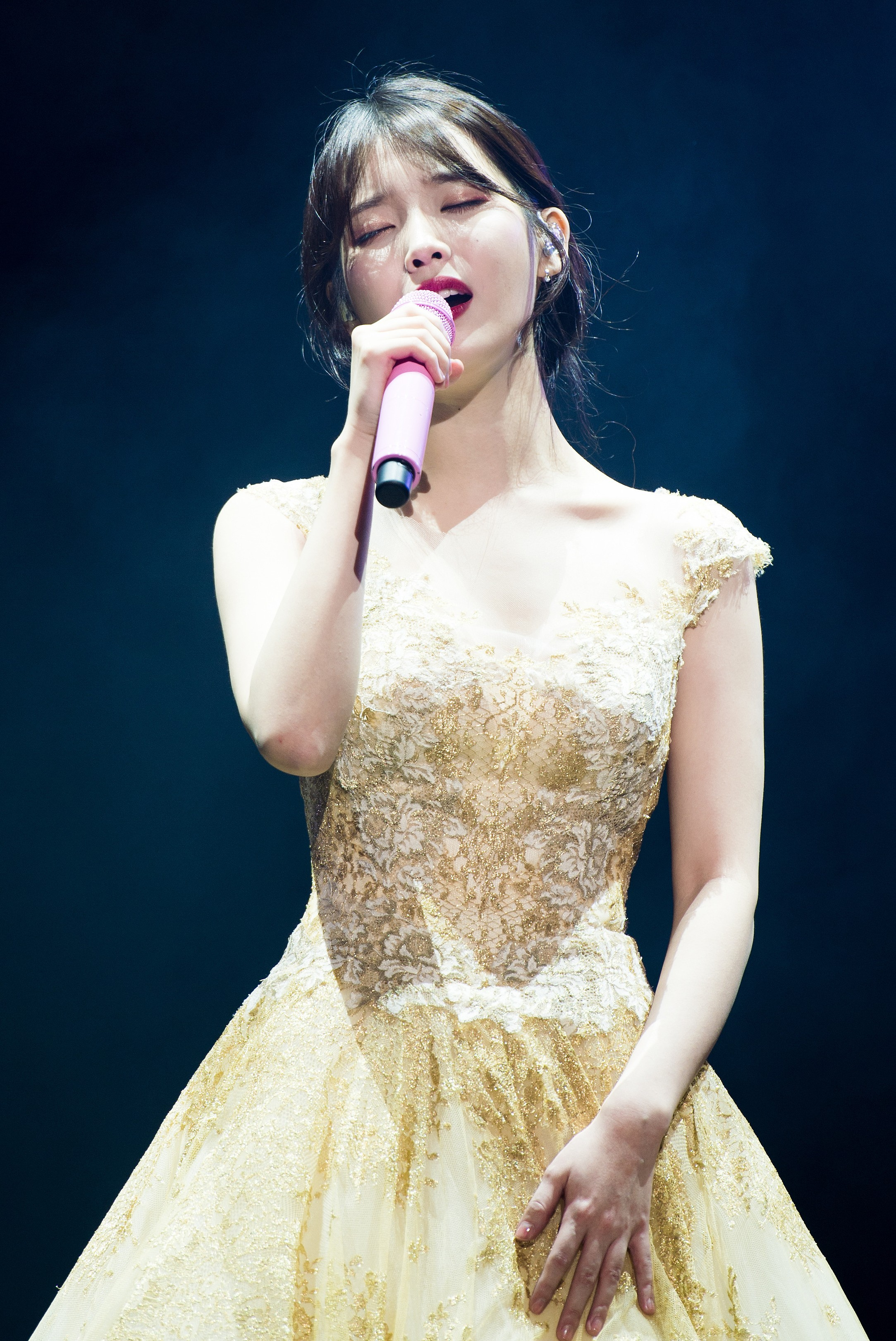
IU trình diễn trong buổi hòa nhạc Palette của cô tại Seoul, Hàn Quốc, diễn ra vào ngày 10 tháng 12 năm 2017

Vào ngày 21 tháng 4 năm 2017, IU xuất bản album phòng thu thứ tư mang tên Palette do cô viết lời chính và điều hành sản xuất. Ba đĩa đơn được phát hành trước khi album ra mắt. Đĩa đơn chủ đề cùng tên và hai ca khúc phát hành trước là "Through the Night" và "Can't Love You Anymore" có sự góp mặt của G-Dragon từ Big Bang. Palette đứng đầu bảng xếp hạng Billboard World Albums (lần đầu tiên dành cho một ca sĩ) và bảng xếp hạng quê nhà về cả lượng album bán ra và tải xuống. Billboard đặc biệt khen ngợi khả năng kiểm soát sáng tạo của IU trong album lần này, cho rằng nó khiến người nghe tìm hiểu thêm về cô ấy, qua đó giúp cô gặt hái thành công lớn hơn tại cả Hàn Quốc lẫn thị trường quốc tế. Palette gặt hái thành công về thương mại với cả ba đĩa đơn lần lượt chiếm giữ các vị trí cao nhất của Gaon Digital Chart. Đĩa đơn chủ đề "Palette" đứng ở vị trí số 1 trong hai tuần liền. Tuy nhiên, ca khúc phát hành trước "Through the Night" mới là ca khúc bán chạy nhất của album và cũng là đĩa đơn bán chạy nhất năm 2017 của cô.
Palette được giới phê bình đánh giá cao và thu về nhiều giải thưởng, bao gồm "Album nhạc pop xuất sắc nhất" tại Lễ trao giải âm nhạc Hàn Quốc lần thứ 15, "Album của năm" tại Giải thưởng âm nhạc Melon, và "Bản thu âm của năm (Album)" tại lễ trao giải Seoul Music Awards lần thứ 27. Bản thân IU cũng được trao giải Nữ nghệ sĩ xuất sắc nhất tại Mnet Asian Music Awards. Album cũng mang về cho IU giải "Nhạc sĩ xuất sắc nhất" tại Melon Music Awards, giải "Ca sĩ của năm" tại Gaon Chart Music Awards lần thứ 7 và giải "Nhà sản xuất của năm" cho cả cô lẫn nhóm sản xuất. Bên cạnh đó, IU cũng nhận được giải "Bài hát của năm" tại Lễ trao giải Golden Disc Awards lần thứ 32 cho ca khúc hit "Through the Night". Tạp chí Billboard xếp "Palette" ở vị trí thứ sáu trong danh sách Những ca khúc K-Pop hay nhất năm 2017, "giai điệu [ca khúc] mang đến một thế giới của sự tự châm biếm đầy biến động, hiệu ứng âm thanh đặc trưng và sự hồi tưởng lại về thời đại đã qua". Tạp chí New York Times cũng đưa "Palette" vào danh sách "25 Songs That Tell Us Where Music Is Going", khiến IU trở thành nghệ sĩ châu Á duy nhất lọt vào danh sách này. Tạp chí đồng thời đánh giá cao khả năng "trù hoạch tính chân thực của K-pop" của IU dưới tư cách là một ca sĩ kiêm nhạc sĩ. Ngoài ra, Billboard đánh giá Palette là album K-pop hay nhất năm 2017, cho rằng rằng "một album ấn tượng và đa dạng như Palette chứng minh tại sao việc một nghệ sĩ đưa trải nghiệm cá nhân vào âm nhạc có thể tạo nên tác phẩm vĩ đại nhất của họ." Trong khoảng thời gian quảng bá Palette, IU tham gia chương trình thực tế Hyori's Homestay được phát sóng hàng tuần vào ngày Chủ Nhật trên đài JTBC.
Vào ngày 22 tháng 9 năm 2017, IU đã phát hành album cover thứ hai mang tên A Flower Bookmark 2, chứa các bản cover của các bài hát được phát hành từ thập niên 1960 đến đầu thập niên 2000 với sự kết hợp của nhiều thể loại như dân gian, retro, ballad và nu-disco. Trước khi album ra mắt, IU bất ngờ phát hành một đĩa đơn mang tên "Autumn Morning" vào ngày 18 tháng 9 để đánh dấu kỷ niệm 9 năm làm ca sĩ của cô. Ca khúc nhanh chóng dẫn đầu cả bảy bảng xếp hạng âm nhạc địa phương sau khi được phát hành. Album ban đầu được dự định sẽ bao gồm ca khúc "With the Heart to Forget You" của Kim Kwang-seok, tuy nhiên, vì những sự kiện xoay quanh gia đình của nam ca sĩ trong thời gian đó nên đội ngũ sản xuất quyết định loại bỏ ca khúc. Để quảng bá album mới, IU sau đó đã tổ chức lưu diễn ở nhiều thành phố khác nhau trên toàn Hàn Quốc cũng như Hồng Kông từ tháng 11 đến tháng 12 năm 2017. Cô xuất hiện trong bài hát chủ đề, "Love Story", trong album thứ chín mang tên We've Done Something Wonderful của Epik High phát hành vào ngày 23 tháng 10 năm 2017. Bài hát giành được "Perfect All-Kill", dẫn đầu bảng xếp hạng hàng ngày và bảng xếp hạng thời gian thực của cả 6 trang âm nhạc lớn tại Hàn Quốc. Gallup Korea đánh giá IU là Nghệ sĩ K-pop nổi tiếng nhất năm 2017 (cô đã từng nắm giữ vị trí này trong bảng xếp hạng năm 2014) cũng như Thần tượng K-pop nổi tiếng nhất năm đó.
Trong năm 2018, IU đã viết lời cho ca khúc "The Snowman" được trình bày bởi ca sĩ Jung Seung Hwan, và sự hợp tác vui vẻ và hòa hợp của hai nghệ sĩ còn được tiếp diễn trong tương lai vào năm 2021. Tháng 3 năm 2018, IU thủ vai Lee Ji-an trong bộ phim Ông chú của tôi của tvN. Với những thành công về mặt thương mại và tỷ suất người xem cao nhất là 7,3%, Ông chú của tôi đã trở thành một trong những bộ phim truyền hình Hàn Quốc sở hữu tỷ suất người xem cao nhất trong lịch sử truyền hình cáp nước này. Đối với vai diễn của mình, IU đã nhận được những đánh giá tích cực về khả năng diễn xuất. 
IU sau đó đã góp giọng trong "Soulmate" của Zico, phát hành ngày 23 tháng 7 năm 2018. Đĩa đơn nhanh chóng dẫn đầu bảng xếp hạng hàng hàng ngày và thời gian thực của cả 6 trang âm nhạc lớn tại Hàn Quốc, đồng thời chiếm lĩnh vị trí số một trên Gaon Digital Chart.
Nhằm kỷ niệm 10 năm ra mắt, IU phát hành đĩa đơn cùng video âm nhạc mang tên "Bbibbi" vào ngày 10 tháng 10 năm 2018. Ngày hôm sau, Kakao M xác nhận rằng số lượt nghe trên trang web âm nhạc lớn nhất Hàn Quốc Melon của "Bbibbi" đã vượt qua một triệu chỉ sau 16 giờ phát hành. Với 1.462.625 lượt nghe sau 24 giờ phát hành, "Bbibbi" đã phá vỡ kỷ lục trước đó do ca khúc song ca "Leon" của chính IU và Park Myung-su thiết lập vào năm 2015. Đĩa đơn chiếm giữ vị trí số một trên Gaon Digital Chart và đạt vị trí thứ năm trên World Digital Songs Chart của Billboard. Tạp chí Billboard xếp "Bbibbi" ở vị trí thứ 87 trong danh sách "Những bài hát hay nhất năm 2018", giải thích rằng nó "không chỉ bình luận về những trải nghiệm của IU trong cuộc sống công chúng, mà còn là một bài ca truyền sức mạnh mang tính toàn cầu, biết và thừa nhận quyền cá nhân và giá trị của mỗi con người." Đĩa đơn đồng thời về đích ở vị trí thứ 4 trong danh sách "20 ca khúc K-pop hay nhất năm 2018" của Billboard. IU bắt đầu chuyến lưu diễn châu Á đầu tiên của mình, IU 10 Anniversary Tour Concert, vào ngày 28 tháng 10 năm 2018. Hai tháng sau, IU góp giọng trong ca khúc "Fairytale" của Kim Dong-ryul, đạt vị trí thứ 4 trên Gaon Digital Chart.

### 2019–2021:Persona,Khách sạn ánh trăng,Love Poem,LilacvàPieces

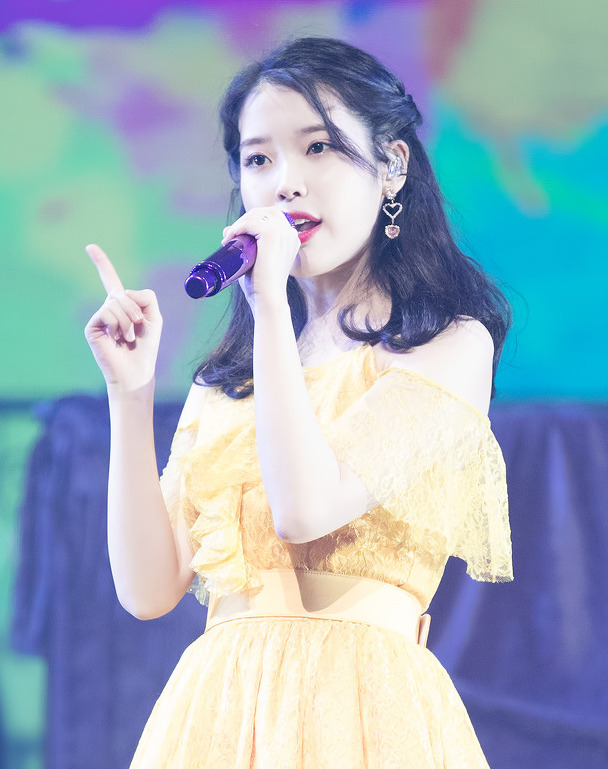
IU biểu diễn tại Jeju vào ngày 5 tháng 1 năm 2019.

Vào ngày 11 tháng 4 năm 2019, IU ra mắt bộ phim đầu tay nằm trong loạt phim tuyển tập Persona của Netflix. Cô thể hiện nhiều nhân vật khác nhau trong mỗi bộ phim trong số bốn phim ngắn được viết kịch bản và đạo diễn bởi các đạo diễn nổi tiếng Lee Kyoung-mi, Yim Pil-sung, Jeon Go-woon và Kim Jong-kwan. Đây là chương trình phổ biến thứ sáu trên Netflix ở Hàn Quốc vào năm 2019.
Trong mùa hè, IU đóng vai chính trong bộ phim truyền hình kỳ bí giả tưởng Khách sạn ánh trăng, do Hong Sisters viết kịch bản. Cô cũng thể hiện một trong những bài hát trong nhạc phim, "Happy Ending". Bộ phim thành công về mặt thương mại, ghi nhận xếp hạng cao nhất trong khung thời gian trình chiếu của nó.
IU chuẩn bị phát hành EP thứ chín của cô, Love Poem, vào ngày 1 tháng 11. Tuy nhiên, cô đã quyết định hoãn việc phát hành EP đến ngày 18 tháng 11 sau cái chết của Sulli. Đĩa đơn chính cùng tên được phát hành theo đúng kế hoạch và nhanh chóng đạt được chứng nhận all-kill. Đĩa đơn đạt vị trí số một trên Gaon Digital Chart, và vị trí thứ chín trên World Digital Songs Chart của Billboard.  Vào ngày 2 tháng 11 năm 2019, IU bắt đầu chuyến lưu diễn châu Á thứ hai, Love Poem, tại Gwangju. Gần 90.000 người hâm mộ đã tham dự chuyến lưu diễn kéo dài hai tháng của cô, trong đó cô đã đến thăm 10 thành phố. Vào ngày 25 tháng 11, Billboard đã công bố danh sách "100 bài hát K-pop hay nhất trong những năm 2010", với đĩa đơn nằm trong album Real của IU "Good Day" được xếp ở vị trí số một.
Lần đầu tiên sau chín năm, IU tham gia vào một album nhạc phim với bài hát "Give You My Heart" cho bộ phim hài lãng mạn ăn khách Hạ cánh nơi anh. Được phát hành vào ngày 15 tháng 2 năm 2020, nó đã đứng đầu các bảng xếp hạng âm nhạc Melon, Genie, Bugs và Soribada chưa đầy ba giờ sau khi phát hành. Bài hát ra mắt ở vị trí thứ 71 trên Gaon Digitai Chart của Hàn Quốc từ ngày 9-15 tháng 2 năm 2020, vươn lên và đạt vị trí số một vào tuần tiếp theo.
Vào ngày 6 tháng 5 năm 2020, IU phát hành đĩa đơn "Eight" hợp tác với Suga của BTS. Nó tiếp nối các đĩa đơn trước đó của IU "Twenty-Three" (2015) và "Palette" (2017), cùng nhau tạo nên chuỗi câu chuyện "tuổi mới lớn" của riêng cô. Tên bài hát bắt nguồn từ chữ số cuối cùng của tuổi Hàn "hai mươi tám" của cả hai ca sĩ. Vào ngày 19 tháng 6 năm 2020, IU phát hành bài hát "Into the I-LAND" làm ca khúc chủ đề cho chương trình thực tế sống còn I-Land của Mnet.
Vào ngày 9 tháng 1 năm 2021, cô đã giành được giải thưởng "Giải Daesang cho Bài hát của năm" tại lễ trao giải Golden Disc Awards lần thứ 35 với bài hát "Blueming". Trong khi lên sân khấu nhận giải, cô ám chỉ rằng sẽ sớm trở lại với một đĩa đơn mới mang tên "Celebrity", một bài hát mang âm hưởng pop sảng khoái, tươi vui và tràn đầy năng lượng. Hai ngày sau, công ty quản lý Edam Entertainment của cô xác nhận rằng cô sẽ trở lại với đĩa đơn phát hành trước "Celebrity" vào ngày 27 tháng 1 năm 2021. Vào ngày 3 tháng 3, IU công bố album phòng thu thứ năm của mình, Lilac, sẽ được phát hành vào ngày 25 tháng 3. Album đạt được thành công thương mại ngay tại thời điểm ra mắt: nó đứng đầu Gaon Album Chart và tất cả các bài hát nằm trong album đều lọt vào top 30 của Gaon Digital Chart. Đĩa đơn thứ hai cùng tên còn đứng đầu bảng xếp hạng album iTunes ở 11 quốc gia.
IU thông báo đĩa đơn kỹ thuật số của mình, "Strawberry Moon", sẽ được phát hành vào ngày 19 tháng 10. Vào tháng 12 năm 2021, IU đã giới thiệu một album đặc biệt mang tên Pieces, được phát hành vào ngày 29 tháng 12.

### 2022–2024:Người môi giới,The Winningvà chuyến lưu diễn thế giới đầu tiên

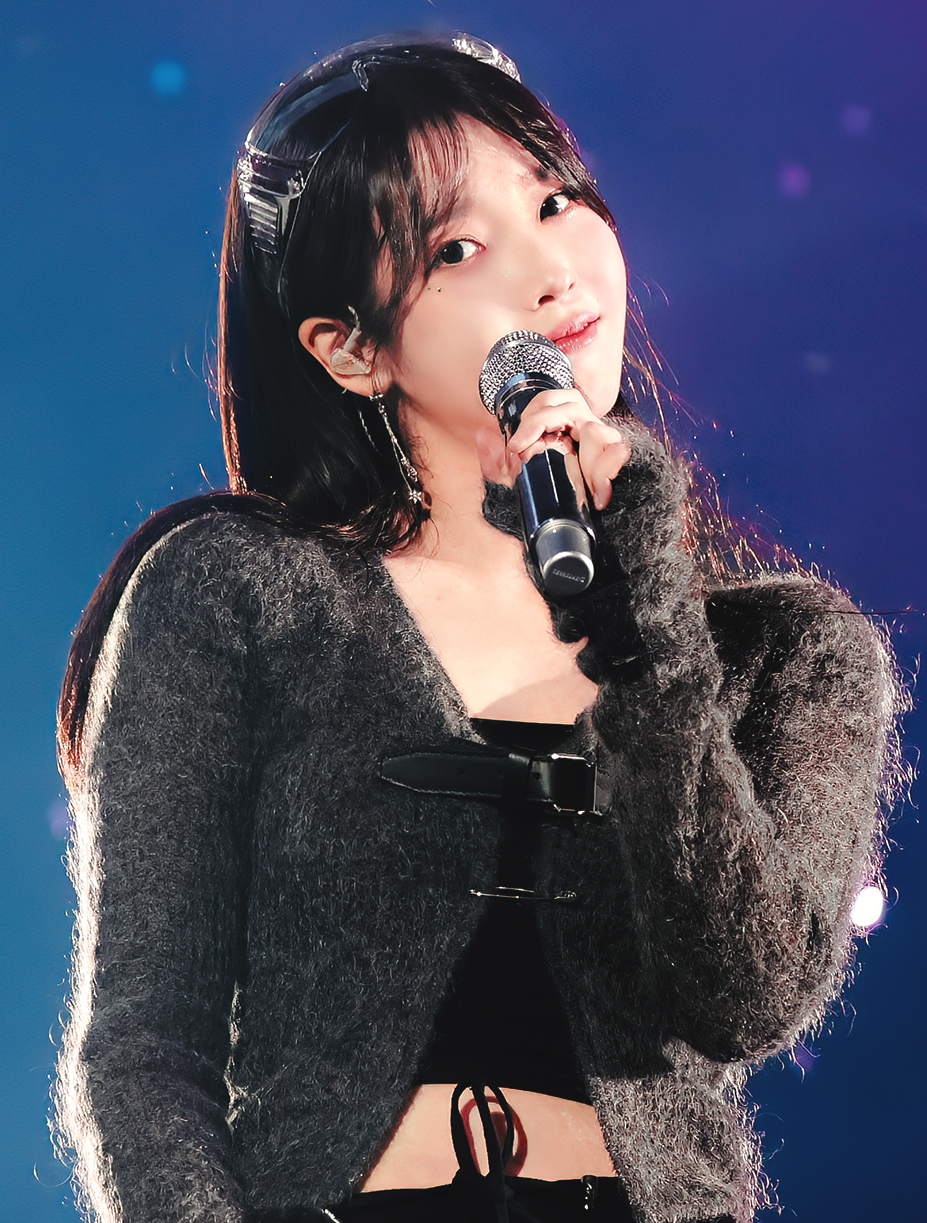
IU trong một đêm diễn của cô vào tháng 9 năm 2023.

Năm 2022, IU hợp tác với Jay Park qua ca khúc "Gadanara", giúp cho ca khúc đứng đầu vị trí trên bảng xếp hạng Gaon Digital Chart và K-pop Hot 100 của Billboard. Bộ phim tài liệu của cô mang tên Pieces:29th Winter, được ra mắt vào ngày 23 tháng 3 cùng năm sau một tuần bị tạm hoãn để đảm bảo về chất lượng.
Cũng trong năm này, IU góp mặt trong bộ phim tranh tài giải Cành cọ vàng mang tên Người môi giới của đạo diễn Hirokazu Kore-eda, với vai diễn Moon So-young, một người mẹ trẻ đơn thân đang tìm kiếm ngôi nhà và gia đình mới cho đứa con của mình. Với màn trình diễn ấn tượng, cô đã được nhận về những lời tán dương từ giới chuyên môn và nhận được nhiều đề cử ở hạng mục Nữ diễn viên mới xuất sắc nhất tại các giải thưởng điện ảnh Rồng Xanh, châu Á, Buil và giải thưởng nghệ thuật Baeksang. Ngày 17 và 18 tháng 9 năm 2022, chuyến lưu diễn thứ tám của IU mang tên The Golden Hour: Under the Orange Sun được diễn ra tại sân vận động Olympic Seoul, qua đó giúp cô trở thành nữ nghệ sĩ đầu tiên trình diễn tại địa điểm này.
Năm 2023, cô tham gia diễn xuất trong bộ phim Dream cùng với Park Seo-joon. Cũng trong năm này, cô hợp tác với Suga để thể hiện ca khúc "People Pt. 2". Ca khúc được ra mắt vào ngày 7 tháng 4 dưới tư cách là một đĩa đơn nằm trong album đầu tay của Suga mang tên D-Day.
Ngày 24 tháng 1 năm 2024, IU cho ra mắt ca khúc "Love Wins All", sau này được nằm trong mini-album thứ sáu của cô mang tên The Winning, ra mắt vào ngày 20 tháng 2 cùng năm. Từ tháng 3 đến tháng 9 năm 2024, cô bắt đầu thực hiện chuyến lưu diễn thế giới đầu tiên trong sự nghiệp của mình mang tên IU HEREH World Tour, theo đó cô tham gia trình diễn trong 31 buổi diễn tại các nước ở châu Á, châu Âu và Bắc Mỹ. Buổi diễn cuối cùng của cô trong chuyến lưu diễn này được thực hiện tại sân vận động World Cup Seoul vào tháng 9 năm 2024, nơi đánh dấu buổi diễn thứ 100 trong sự nghiệp ca hát của cô và cũng giúp cô trở thành nữ nhạc sĩ thực hiện buổi diễn lần đầu tiên tại địa điểm này.

### 2025–nay:Khi cuộc đời cho bạn quả quýtvàA Flower Bookmark 3
Tháng 3 năm 2025, IU tham gia đóng chính trong bộ phim truyền hình Khi cuộc đời cho bạn quả quýt cùng với bạn diễn Park Bo-gum. Là một thành công lớn cả về chuyên môn lẫn thương mại, diễn xuất của cô và Park đều nhận được sự tán dương của giới chuyên môn, và cả hai đều nhận được đề cử tại giải thưởng Nghệ thuật Baeksang lần thứ 61. Ngoài ra, IU cũng giành giải Nữ diễn viên chính xuất sắc nhất tại giải thưởng Truyền hình Rồng Xanh lần thứ 4. Ngày 21 tháng 4, NetEase Cloud Music đã xướng tên IU là nghệ sĩ Hàn Quốc có lượt theo dõi nhiều nhất trong lịch sử 12 năm của nền tảng này, với hơn 3,9 tỷ lượt người theo dõi. Ngày 27 tháng 5, IU ra mắt album cover thứ ba mang tên A Flower Bookmark 3, với Heo Nam-jun và Cha Eun-woo đều lần lượt tham gia diễn xuất trong hai video âm nhạc của album là "Never Ending Story" và "A Beautiful Person".

## Giải thưởng và thành tựu
Kể từ khi ra mắt vào năm 2008, IU đã nhận được hơn 200 đề cử, trong số đó có hơn 100 lần chiến thắng. Cô đã giành được 18 giải Melon Music Awards, 12 Gaon Chart Music Awards, 5 Korean Music Awards, 11 Mnet Asian Music Awards, 5 Seoul Music Awards và 5 Golden Disc Awards. Nữ ca sĩ cũng đã giành được một số giải thưởng với tư cách là một diễn viên, giành được danh hiệu "Nữ diễn viên mới xuất sắc nhất" tại Lễ trao giải phim truyền hình KBS 2014 cho màn thể hiện xuất sắc của cô trong You're the Best, Lee Soon-shin.
IU nhận được mười giải Daesang, còn được gọi là giải thưởng lớn, tại nhiều lễ trao giải khác nhau. Bao gồm năm giải Daesang từ Melon Music Awards và ba từ Golden Disk Awards. Daesang là giải thưởng quan trọng nhất được trao trong ngành công nghiệp âm nhạc Hàn Quốc. Năm 2012, IU được xếp vào danh sách người nổi tiếng quyền lực của Forbes Hàn Quốc, kể từ đó cô đã 5 lần được xứng danh. Ngoài ra, IU đã được vinh danh tại Lễ trao giải Văn hóa & Nghệ thuật Pop 2015, do Bộ Văn hóa, Thể thao và Du lịch Hàn Quốc tổ chức, vì tầm ảnh hưởng và thành công của cô trong ngành công nghiệp âm nhạc.

## Danh sách đĩa nhạc
- Growing Up (2009)
- Last Fantasy (2011)
- Modern Times (2013)
- Palette (2017)
- Lilac (2021)

## Danh sách phim
Những bộ phim đã đóng
- Bay cao ước mơ (2011)
- You're the best! Lee Soon Shin. (2013)
- Pretty Man (2013)
- Hậu trường giải trí (2015)
- Người tình ánh trăng - Bộ bộ kinh tâm: Lệ (2016)
- Ông chú của tôi (2018)
- Persona (2019)
- Khách sạn ánh trăng (2019)
- Sắc thái của trái tim (2019)
- Người môi giới (2022)
- Dream (2023)
- Khi cuộc đời cho bạn quả quýt (2025)

## Các buổi hòa nhạc
| Năm       | Tên chuyến lưu diễn | Khu vực     | Số show | Nguồn           |
| --------- | --- | ----------- | ------- | --------------- |
| 2012      | IU Nhật Bản Premium Special Live | Nhật Bản    | 2       | [ 86 ]          |
| 2012      | IU Friendship Showcase - Spring 2012 | Nhật Bản    | 5       | [ 91 ]          |
| 2012      | Real Fantasy | Hàn Quốc    | 13      | [ 94 ]          |
| 2012      | IU Friendship Special Concert - Autumn 2012 | Nhật Bản    | 1       | [ 100 ]         |
| 2013      | Modern Times | Hàn Quốc    | 3       | [ 131 ]         |
| 2014      | Modern Times Showcase In Hong Kong | Hong Kong   | 1       | [ 132 ]         |
| 2014      | Just One Step... That Much More | Hàn Quốc    | 8       | [ 290 ]         |
| 2015      | Chat-Shire | Hàn Quốc    | 7       | [ 183 ]         |
| 2015–2016 | I&U | Hong Kong   | 1       | [ 291 ]         |
| 2015–2016 | I&U | Trung Quốc  | 2       | [ 292 ] [ 293 ] |
| 2015–2016 | I&U | Đài Loan    | 1       | [ 294 ]         |
| 2016      | IU Good Day Trung Quốc Tour | Trung Quốc  | 7       | [ 295 ]         |
| 2016      | 24 Steps: One, Two, Three, Four | Hàn Quốc    | 2       | [ 296 ]         |
| 2016      | IU Concert 24 Steps In Hong Kong | Hong Kong   | 1       | [ 297 ]         |
| 2017      | IU Concert 24 Steps In Taipei | Đài Loan    | 1       | [ 298 ]         |
| 2017      | IU 2017 Tour Concert〈Palette〉 | Hàn Quốc    | 5       | [ 299 ]         |
| 2017      | IU 2017 Tour Concert〈Palette〉 | Hong Kong   | 1       | [ 299 ]         |
| 2018–2019 | 2018 IU 10th Anniversary Tour Concert 〈이지금 dlwlrma〉 Lịch trình - 28 tháng 10 năm 2018 - Busan, Hàn Quốc - Sajik Gymnasium - 10 tháng 11 năm 2018 - Kwangju, Hàn Quốc - Womans University Universiade Gymnasium - 17 tháng 11 năm 2018 - Seoul, Hàn Quốc - KSPO Dome - 28 tháng 11 năm 2018 - Seoul, Hàn Quốc - KSPO Dome - 8 tháng 12 năm 2018 - Hồng Kông, Trung Quốc - AsiaWorld–Expo - 15 tháng 12 năm 2018 - Singapore, Singapore - THE STAR THEATRE - 16 tháng 12 năm 2018 - Bangkok, Thái Lan - IMPACT Exhibition Hall 4 - 24 tháng 12 năm 2018 - Đài Bắc, Đài Loan - Nangang Exhibition Center - 25 tháng 12 năm 2018 - Đài Bắc, Đài Loan - Nangang Exhibition Center - 5 tháng 1 năm 2019 - Jeju, Hàn Quốc - International Convention Center | Hàn Quốc    | 5       | [ 300 ]         |
| 2018–2019 | 2018 IU 10th Anniversary Tour Concert 〈이지금 dlwlrma〉 Lịch trình - 28 tháng 10 năm 2018 - Busan, Hàn Quốc - Sajik Gymnasium - 10 tháng 11 năm 2018 - Kwangju, Hàn Quốc - Womans University Universiade Gymnasium - 17 tháng 11 năm 2018 - Seoul, Hàn Quốc - KSPO Dome - 28 tháng 11 năm 2018 - Seoul, Hàn Quốc - KSPO Dome - 8 tháng 12 năm 2018 - Hồng Kông, Trung Quốc - AsiaWorld–Expo - 15 tháng 12 năm 2018 - Singapore, Singapore - THE STAR THEATRE - 16 tháng 12 năm 2018 - Bangkok, Thái Lan - IMPACT Exhibition Hall 4 - 24 tháng 12 năm 2018 - Đài Bắc, Đài Loan - Nangang Exhibition Center - 25 tháng 12 năm 2018 - Đài Bắc, Đài Loan - Nangang Exhibition Center - 5 tháng 1 năm 2019 - Jeju, Hàn Quốc - International Convention Center | Hong Kong   | 1       | [ 300 ]         |
| 2018–2019 | 2018 IU 10th Anniversary Tour Concert 〈이지금 dlwlrma〉 Lịch trình - 28 tháng 10 năm 2018 - Busan, Hàn Quốc - Sajik Gymnasium - 10 tháng 11 năm 2018 - Kwangju, Hàn Quốc - Womans University Universiade Gymnasium - 17 tháng 11 năm 2018 - Seoul, Hàn Quốc - KSPO Dome - 28 tháng 11 năm 2018 - Seoul, Hàn Quốc - KSPO Dome - 8 tháng 12 năm 2018 - Hồng Kông, Trung Quốc - AsiaWorld–Expo - 15 tháng 12 năm 2018 - Singapore, Singapore - THE STAR THEATRE - 16 tháng 12 năm 2018 - Bangkok, Thái Lan - IMPACT Exhibition Hall 4 - 24 tháng 12 năm 2018 - Đài Bắc, Đài Loan - Nangang Exhibition Center - 25 tháng 12 năm 2018 - Đài Bắc, Đài Loan - Nangang Exhibition Center - 5 tháng 1 năm 2019 - Jeju, Hàn Quốc - International Convention Center | Singapore   | 1       | [ 300 ]         |
| 2018–2019 | 2018 IU 10th Anniversary Tour Concert 〈이지금 dlwlrma〉 Lịch trình - 28 tháng 10 năm 2018 - Busan, Hàn Quốc - Sajik Gymnasium - 10 tháng 11 năm 2018 - Kwangju, Hàn Quốc - Womans University Universiade Gymnasium - 17 tháng 11 năm 2018 - Seoul, Hàn Quốc - KSPO Dome - 28 tháng 11 năm 2018 - Seoul, Hàn Quốc - KSPO Dome - 8 tháng 12 năm 2018 - Hồng Kông, Trung Quốc - AsiaWorld–Expo - 15 tháng 12 năm 2018 - Singapore, Singapore - THE STAR THEATRE - 16 tháng 12 năm 2018 - Bangkok, Thái Lan - IMPACT Exhibition Hall 4 - 24 tháng 12 năm 2018 - Đài Bắc, Đài Loan - Nangang Exhibition Center - 25 tháng 12 năm 2018 - Đài Bắc, Đài Loan - Nangang Exhibition Center - 5 tháng 1 năm 2019 - Jeju, Hàn Quốc - International Convention Center | Thái Lan    | 1       | [ 300 ]         |
| 2018–2019 | 2018 IU 10th Anniversary Tour Concert 〈이지금 dlwlrma〉 Lịch trình - 28 tháng 10 năm 2018 - Busan, Hàn Quốc - Sajik Gymnasium - 10 tháng 11 năm 2018 - Kwangju, Hàn Quốc - Womans University Universiade Gymnasium - 17 tháng 11 năm 2018 - Seoul, Hàn Quốc - KSPO Dome - 28 tháng 11 năm 2018 - Seoul, Hàn Quốc - KSPO Dome - 8 tháng 12 năm 2018 - Hồng Kông, Trung Quốc - AsiaWorld–Expo - 15 tháng 12 năm 2018 - Singapore, Singapore - THE STAR THEATRE - 16 tháng 12 năm 2018 - Bangkok, Thái Lan - IMPACT Exhibition Hall 4 - 24 tháng 12 năm 2018 - Đài Bắc, Đài Loan - Nangang Exhibition Center - 25 tháng 12 năm 2018 - Đài Bắc, Đài Loan - Nangang Exhibition Center - 5 tháng 1 năm 2019 - Jeju, Hàn Quốc - International Convention Center | Đài Loan    | 2       | [ 300 ]         |
| 2019      | 2019 IU Tour Concert 〈Love, Poem〉 Lịch trình - 2 tháng 11 năm 2019 - Kwangju, Hàn Quốc - Womans University Universiade Gymnasium - 3 tháng 11 năm 2019 - Kwangju, Hàn Quốc - Womans University Universiade Gymnasium - 9 tháng 11 năm 2019 - Incheon, Hàn Quốc - Incheon Namdong Gymnasium - 16 tháng 11 năm 2019 - Busan, Hàn Quốc - Sajik Gymnasium - 23 tháng 11 năm 2019 - Seoul, Hàn Quốc - KSPO Dome - 24 tháng 11 năm 2019 - Seoul, Hàn Quốc - KSPO Dome - 30 tháng 11 năm 2019 - Đài Bắc, Đài Loan - Nhà thi đấu Đại học Thể thao Quốc gia Đài Loan - 1 tháng 12 năm 2019 - Đài Bắc, Đài Loan - Nhà thi đấu Đại học Thể thao Quốc gia Đài Loan - 6 tháng 12 năm 2019 - Singapore, Singapore - THE STAR THEATRE - 7 tháng 12 năm 2019 - Singapore, Singapore - THE STAR THEATRE - 13 tháng 12 năm 2019 - Manila, Philippines - Araneta Coliseum - 21 tháng 12 năm 2019 - Kuala Lumpur, Malaysia - Axiata Arena - 24 tháng 12 năm 2019 - Bangkok, Thái Lan - Thunder Dome Arena - 28 tháng 12 năm 2019 - Jakarta, Indonesia - Tennis Indoor Senayan - 29 tháng 12 năm 2019 - Jakarta, Indonesia - Tennis Indoor Senayan | Hàn Quốc    | 6       | [ 301 ] [ 302 ] |
| 2019      | 2019 IU Tour Concert 〈Love, Poem〉 Lịch trình - 2 tháng 11 năm 2019 - Kwangju, Hàn Quốc - Womans University Universiade Gymnasium - 3 tháng 11 năm 2019 - Kwangju, Hàn Quốc - Womans University Universiade Gymnasium - 9 tháng 11 năm 2019 - Incheon, Hàn Quốc - Incheon Namdong Gymnasium - 16 tháng 11 năm 2019 - Busan, Hàn Quốc - Sajik Gymnasium - 23 tháng 11 năm 2019 - Seoul, Hàn Quốc - KSPO Dome - 24 tháng 11 năm 2019 - Seoul, Hàn Quốc - KSPO Dome - 30 tháng 11 năm 2019 - Đài Bắc, Đài Loan - Nhà thi đấu Đại học Thể thao Quốc gia Đài Loan - 1 tháng 12 năm 2019 - Đài Bắc, Đài Loan - Nhà thi đấu Đại học Thể thao Quốc gia Đài Loan - 6 tháng 12 năm 2019 - Singapore, Singapore - THE STAR THEATRE - 7 tháng 12 năm 2019 - Singapore, Singapore - THE STAR THEATRE - 13 tháng 12 năm 2019 - Manila, Philippines - Araneta Coliseum - 21 tháng 12 năm 2019 - Kuala Lumpur, Malaysia - Axiata Arena - 24 tháng 12 năm 2019 - Bangkok, Thái Lan - Thunder Dome Arena - 28 tháng 12 năm 2019 - Jakarta, Indonesia - Tennis Indoor Senayan - 29 tháng 12 năm 2019 - Jakarta, Indonesia - Tennis Indoor Senayan | Đài Loan    | 2       | [ 301 ] [ 302 ] |
| 2019      | 2019 IU Tour Concert 〈Love, Poem〉 Lịch trình - 2 tháng 11 năm 2019 - Kwangju, Hàn Quốc - Womans University Universiade Gymnasium - 3 tháng 11 năm 2019 - Kwangju, Hàn Quốc - Womans University Universiade Gymnasium - 9 tháng 11 năm 2019 - Incheon, Hàn Quốc - Incheon Namdong Gymnasium - 16 tháng 11 năm 2019 - Busan, Hàn Quốc - Sajik Gymnasium - 23 tháng 11 năm 2019 - Seoul, Hàn Quốc - KSPO Dome - 24 tháng 11 năm 2019 - Seoul, Hàn Quốc - KSPO Dome - 30 tháng 11 năm 2019 - Đài Bắc, Đài Loan - Nhà thi đấu Đại học Thể thao Quốc gia Đài Loan - 1 tháng 12 năm 2019 - Đài Bắc, Đài Loan - Nhà thi đấu Đại học Thể thao Quốc gia Đài Loan - 6 tháng 12 năm 2019 - Singapore, Singapore - THE STAR THEATRE - 7 tháng 12 năm 2019 - Singapore, Singapore - THE STAR THEATRE - 13 tháng 12 năm 2019 - Manila, Philippines - Araneta Coliseum - 21 tháng 12 năm 2019 - Kuala Lumpur, Malaysia - Axiata Arena - 24 tháng 12 năm 2019 - Bangkok, Thái Lan - Thunder Dome Arena - 28 tháng 12 năm 2019 - Jakarta, Indonesia - Tennis Indoor Senayan - 29 tháng 12 năm 2019 - Jakarta, Indonesia - Tennis Indoor Senayan | Singapore   | 2       | [ 301 ] [ 302 ] |
| 2019      | 2019 IU Tour Concert 〈Love, Poem〉 Lịch trình - 2 tháng 11 năm 2019 - Kwangju, Hàn Quốc - Womans University Universiade Gymnasium - 3 tháng 11 năm 2019 - Kwangju, Hàn Quốc - Womans University Universiade Gymnasium - 9 tháng 11 năm 2019 - Incheon, Hàn Quốc - Incheon Namdong Gymnasium - 16 tháng 11 năm 2019 - Busan, Hàn Quốc - Sajik Gymnasium - 23 tháng 11 năm 2019 - Seoul, Hàn Quốc - KSPO Dome - 24 tháng 11 năm 2019 - Seoul, Hàn Quốc - KSPO Dome - 30 tháng 11 năm 2019 - Đài Bắc, Đài Loan - Nhà thi đấu Đại học Thể thao Quốc gia Đài Loan - 1 tháng 12 năm 2019 - Đài Bắc, Đài Loan - Nhà thi đấu Đại học Thể thao Quốc gia Đài Loan - 6 tháng 12 năm 2019 - Singapore, Singapore - THE STAR THEATRE - 7 tháng 12 năm 2019 - Singapore, Singapore - THE STAR THEATRE - 13 tháng 12 năm 2019 - Manila, Philippines - Araneta Coliseum - 21 tháng 12 năm 2019 - Kuala Lumpur, Malaysia - Axiata Arena - 24 tháng 12 năm 2019 - Bangkok, Thái Lan - Thunder Dome Arena - 28 tháng 12 năm 2019 - Jakarta, Indonesia - Tennis Indoor Senayan - 29 tháng 12 năm 2019 - Jakarta, Indonesia - Tennis Indoor Senayan | Philippines | 1       | [ 301 ] [ 302 ] |
| 2019      | 2019 IU Tour Concert 〈Love, Poem〉 Lịch trình - 2 tháng 11 năm 2019 - Kwangju, Hàn Quốc - Womans University Universiade Gymnasium - 3 tháng 11 năm 2019 - Kwangju, Hàn Quốc - Womans University Universiade Gymnasium - 9 tháng 11 năm 2019 - Incheon, Hàn Quốc - Incheon Namdong Gymnasium - 16 tháng 11 năm 2019 - Busan, Hàn Quốc - Sajik Gymnasium - 23 tháng 11 năm 2019 - Seoul, Hàn Quốc - KSPO Dome - 24 tháng 11 năm 2019 - Seoul, Hàn Quốc - KSPO Dome - 30 tháng 11 năm 2019 - Đài Bắc, Đài Loan - Nhà thi đấu Đại học Thể thao Quốc gia Đài Loan - 1 tháng 12 năm 2019 - Đài Bắc, Đài Loan - Nhà thi đấu Đại học Thể thao Quốc gia Đài Loan - 6 tháng 12 năm 2019 - Singapore, Singapore - THE STAR THEATRE - 7 tháng 12 năm 2019 - Singapore, Singapore - THE STAR THEATRE - 13 tháng 12 năm 2019 - Manila, Philippines - Araneta Coliseum - 21 tháng 12 năm 2019 - Kuala Lumpur, Malaysia - Axiata Arena - 24 tháng 12 năm 2019 - Bangkok, Thái Lan - Thunder Dome Arena - 28 tháng 12 năm 2019 - Jakarta, Indonesia - Tennis Indoor Senayan - 29 tháng 12 năm 2019 - Jakarta, Indonesia - Tennis Indoor Senayan |             |         | [ 301 ] [ 302 ] |
| 2019      | 2019 IU Tour Concert 〈Love, Poem〉 Lịch trình - 2 tháng 11 năm 2019 - Kwangju, Hàn Quốc - Womans University Universiade Gymnasium - 3 tháng 11 năm 2019 - Kwangju, Hàn Quốc - Womans University Universiade Gymnasium - 9 tháng 11 năm 2019 - Incheon, Hàn Quốc - Incheon Namdong Gymnasium - 16 tháng 11 năm 2019 - Busan, Hàn Quốc - Sajik Gymnasium - 23 tháng 11 năm 2019 - Seoul, Hàn Quốc - KSPO Dome - 24 tháng 11 năm 2019 - Seoul, Hàn Quốc - KSPO Dome - 30 tháng 11 năm 2019 - Đài Bắc, Đài Loan - Nhà thi đấu Đại học Thể thao Quốc gia Đài Loan - 1 tháng 12 năm 2019 - Đài Bắc, Đài Loan - Nhà thi đấu Đại học Thể thao Quốc gia Đài Loan - 6 tháng 12 năm 2019 - Singapore, Singapore - THE STAR THEATRE - 7 tháng 12 năm 2019 - Singapore, Singapore - THE STAR THEATRE - 13 tháng 12 năm 2019 - Manila, Philippines - Araneta Coliseum - 21 tháng 12 năm 2019 - Kuala Lumpur, Malaysia - Axiata Arena - 24 tháng 12 năm 2019 - Bangkok, Thái Lan - Thunder Dome Arena - 28 tháng 12 năm 2019 - Jakarta, Indonesia - Tennis Indoor Senayan - 29 tháng 12 năm 2019 - Jakarta, Indonesia - Tennis Indoor Senayan | Malaysia    | 1       | [ 301 ] [ 302 ] |
| 2019      | 2019 IU Tour Concert 〈Love, Poem〉 Lịch trình - 2 tháng 11 năm 2019 - Kwangju, Hàn Quốc - Womans University Universiade Gymnasium - 3 tháng 11 năm 2019 - Kwangju, Hàn Quốc - Womans University Universiade Gymnasium - 9 tháng 11 năm 2019 - Incheon, Hàn Quốc - Incheon Namdong Gymnasium - 16 tháng 11 năm 2019 - Busan, Hàn Quốc - Sajik Gymnasium - 23 tháng 11 năm 2019 - Seoul, Hàn Quốc - KSPO Dome - 24 tháng 11 năm 2019 - Seoul, Hàn Quốc - KSPO Dome - 30 tháng 11 năm 2019 - Đài Bắc, Đài Loan - Nhà thi đấu Đại học Thể thao Quốc gia Đài Loan - 1 tháng 12 năm 2019 - Đài Bắc, Đài Loan - Nhà thi đấu Đại học Thể thao Quốc gia Đài Loan - 6 tháng 12 năm 2019 - Singapore, Singapore - THE STAR THEATRE - 7 tháng 12 năm 2019 - Singapore, Singapore - THE STAR THEATRE - 13 tháng 12 năm 2019 - Manila, Philippines - Araneta Coliseum - 21 tháng 12 năm 2019 - Kuala Lumpur, Malaysia - Axiata Arena - 24 tháng 12 năm 2019 - Bangkok, Thái Lan - Thunder Dome Arena - 28 tháng 12 năm 2019 - Jakarta, Indonesia - Tennis Indoor Senayan - 29 tháng 12 năm 2019 - Jakarta, Indonesia - Tennis Indoor Senayan | Thái Lan    | 1       | [ 301 ] [ 302 ] |
| 2019      | 2019 IU Tour Concert 〈Love, Poem〉 Lịch trình - 2 tháng 11 năm 2019 - Kwangju, Hàn Quốc - Womans University Universiade Gymnasium - 3 tháng 11 năm 2019 - Kwangju, Hàn Quốc - Womans University Universiade Gymnasium - 9 tháng 11 năm 2019 - Incheon, Hàn Quốc - Incheon Namdong Gymnasium - 16 tháng 11 năm 2019 - Busan, Hàn Quốc - Sajik Gymnasium - 23 tháng 11 năm 2019 - Seoul, Hàn Quốc - KSPO Dome - 24 tháng 11 năm 2019 - Seoul, Hàn Quốc - KSPO Dome - 30 tháng 11 năm 2019 - Đài Bắc, Đài Loan - Nhà thi đấu Đại học Thể thao Quốc gia Đài Loan - 1 tháng 12 năm 2019 - Đài Bắc, Đài Loan - Nhà thi đấu Đại học Thể thao Quốc gia Đài Loan - 6 tháng 12 năm 2019 - Singapore, Singapore - THE STAR THEATRE - 7 tháng 12 năm 2019 - Singapore, Singapore - THE STAR THEATRE - 13 tháng 12 năm 2019 - Manila, Philippines - Araneta Coliseum - 21 tháng 12 năm 2019 - Kuala Lumpur, Malaysia - Axiata Arena - 24 tháng 12 năm 2019 - Bangkok, Thái Lan - Thunder Dome Arena - 28 tháng 12 năm 2019 - Jakarta, Indonesia - Tennis Indoor Senayan - 29 tháng 12 năm 2019 - Jakarta, Indonesia - Tennis Indoor Senayan | Indonesia   | 2       | [ 301 ] [ 302 ] |
| 2022      | The Golden Hour: Under the Orange Sun | Hàn Quốc    | 2       |                 |